# Liste der Lieder von Bob Dylan

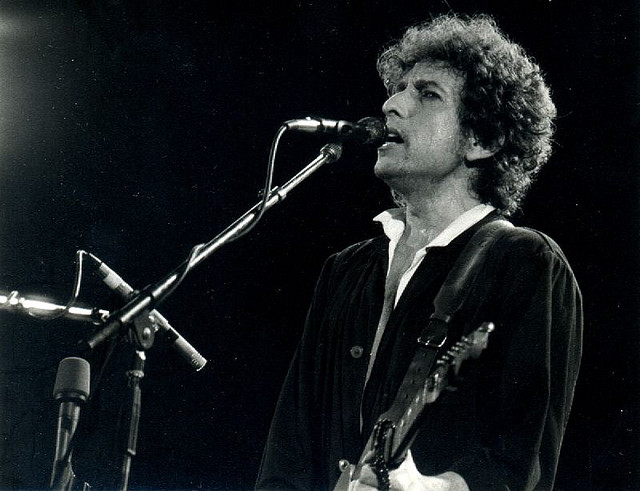
Bob Dylan, 1991

Die Liste der Lieder von Bob Dylan ist eine Übersicht der Lieder des US-amerikanischen Singer-Songwriters und Lyrikers Bob Dylan. Dylan gilt als einer der einflussreichsten Musiker des 20. Jahrhunderts. „Für seine poetischen Neuschöpfungen in der großen amerikanischen Songtradition“ wurde ihm 2016 als erstem Musiker der Nobelpreis für Literatur zuerkannt.

## Struktur der Übersicht
Die Übersicht listet
- alle selbst geschriebenen Lieder von Bob Dylan (siehe Kategorie: eigener Song)
- alle Lieder, bei denen er als Co-Autor anerkannt ist (siehe Kategorie: Co-Autor)
- alle Coversongs, die er aufgenommen hat (siehe Kategorie: Coversongs)
- alle Coversongs, die er mit neuem Text versehen hat (siehe Kategorie: Coversong mit neuem Text) und
- alle Instrumentals von Bob Dylan (siehe Kategorie: Instrumental).

Die Lieder und Liedanfänge wurden – sofern in den Einzelnachweisen nicht anders vermerkt – von den Internetseiten bobdylan.com oder bob-dylan.org.uk übernommen.

## Übersicht der Lieder von Bob Dylan
| Liedtitel                                                   | Liedanfang | Liedtexter                                                                   | Album                                                                                       | Veröffent-lichungsjahr | Kategorie                | Weitere Informationen |
| ----------------------------------------------------------- | --- | ---------------------------------------------------------------------------- | ------------------------------------------------------------------------------------------- | ---------------------- | ------------------------ | --- |
| ’Cross the Green Mountain                                   | „I cross the Green Mountain ...“                                                                                                  | Bob Dylan                                                                    | The Bootleg Series Vol. 8: Tell Tale Signs                                                  | 2008                   | eigener Song             | Aus dem Soundtrack Gods and Generals |
| ’Til I Fell in Love with You                                | „Well, my nerves are exploding and my body’s tense ...“                                                                           | Bob Dylan                                                                    | Time Out of Mind                                                                            | 1997                   | eigener Song             | |
| (Now and Then There’s) A Fool Such as I                     | „Now an’ then, there’s a fool such as I ...“                                                                                      | Hank Snow                                                                    | Dylan – A Fool Such as I                                                                    | 1973                   | Coversong                | |
| 10,000 Men                                                  | „Ten thousand men on a hill ...“                                                                                                  | Bob Dylan                                                                    | Under the Red Sky                                                                           | 1990                   | eigener Song             | |
| 2 Dollars and 99 Cents                                      | „Go bag a sun dial Two dollars and 99 cents ...“                                                                                  | Bob Dylan                                                                    | The Bootleg Series, Vol. 11: The Basement Tapes Complete                                    | 2014                   | eigener Song             | |
| 2 x 2                                                       | „One by one they followed the sun ...“                                                                                            | Bob Dylan                                                                    | Under the Red Sky                                                                           | 1990                   | eigener Song             | |
| 32-20 Blues                                                 | „ If I send for my baby, and she don’t come ...“                                                                                  | Robert Johnson                                                               | The Bootleg Series, Vol 8: Tell Tale Signs                                                  | 2008                   | Coversong                | |
| 4th Time Around                                             | „When she said ‘Don’t waste your words ...’“                                                                                      | Bob Dylan                                                                    | Blonde on Blonde                                                                            | 1966                   | eigener Song             | |
| 7 Deadly Sins                                               | „Seven, seven, seven – deadly sins ...“                                                                                           | Bob Dylan, Jeff Lynne, Tom Petty, George Harrison                            | Traveling Wilburys Vol. 3                                                                   | 1990                   | Co-Autor                 | |
| 900 Miles from My Home                                      | „But I’m down here on this track ...“                                                                                             | Traditional                                                                  | The Bootleg Series, Vol. 11: The Basement Tapes RAW                                         | 2014                   | Coversong                | |
| A Couple More Years                                         | „ ... “ | Shel Silverstein und Dennis Locorriere                                       | Springtime in New York: The Bootleg Series, Vol. 16 (1980-1985)                             | 2021                   | Coverso                  | |
| A Hard Rain’s a-Gonna Fall                                  | „Oh, where have you been, my blue-eyed son? ...“                                                                                  | Bob Dylan                                                                    | The Freewheelin’ Bob Dylan                                                                  | 1973                   | Coversong mit neuem Text | Ursprüngliches Lied „Lord Randall“ |
| A Satisfied Mind                                            | „How many times have you heard someone say ...“                                                                                   | Red Hayes und Jack Rhodes                                                    | Saved                                                                                       | 1980                   | Coversong                | |
| Abandoned Love                                              | „I can hear the turning of the key ...“                                                                                           | Bob Dylan                                                                    | Biograph                                                                                    | 1985                   | eigener Song             | |
| Abraham, Martin and John                                    | „ ... “ | Dick Holler                                                                  | Springtime in New York: The Bootleg Series, Vol. 16 (1980-1985)                             | 2021                   | Coversong                | |
| Absolutely Sweet Marie                                      | „Well, your railroad gate, you know I just can’t jump it ...“                                                                     | Bob Dylan                                                                    | Blonde on Blonde                                                                            | 1966                   | eigener Song             | |
| Ain’t Gonna Go to Hell (for Anybody)                        | „I can manipulate people as well as anybody ...“                                                                                  | Bob Dylan                                                                    | The Bootleg Series Vol. 13: Trouble No More 1979–1981                                       | 2017                   | eigener Song             | Live von Bob Dylan in den 80er Jahren gespielt |
| Ain’t Gonna Grieve                                          | „Well, I ain’t a-gonna grieve no more, no more ...“                                                                               | Bob Dylan                                                                    | The Bootleg Series Vol. 9 – The Witmark Demos: 1962–1964                                    | 2010                   | eigener Song             | |
| Ain’t No Man Righteous (No Not One)                         | „When a man he serves the Lord, it makes his life worthwhile ...“                                                                 | Bob Dylan                                                                    | The Bootleg Series Vol. 13: Trouble No More 1979–1981                                       | 2017                   | eigener Song             | |
| Ain’t No More Cane                                          | „Ain’t no more cane on the brazos ...“                                                                                            | Traditional                                                                  | The Basement Tapes                                                                          | 1975                   | Coversong                | Arrangiert von The Band |
| Ain’t Talkin’                                               | „As I walked out tonight in the mystic garden ...“                                                                                | Bob Dylan                                                                    | Modern Times                                                                                | 2006                   | eigener Song             | |
| Alberta #1                                                  | „Alberta let your hair hang low ...“                                                                                              | Leadbelly                                                                    | Self Portrait                                                                               | 1970                   | Coversong                | |
| Alberta #2                                                  | „Alberta let your hair hang low ...“                                                                                              | Leadbelly                                                                    | Self Portrait                                                                               | 1970                   | Coversong                | |
| Alberta #3                                                  | „Alberta let your hair hang low ...“                                                                                              | Leadbelly                                                                    | The Bootleg Series, Vol. 10: Another Self Portrait                                          | 2013                   | Coversong                | |
| All Along the Watchtower                                    | „There must be some way out of here, said the joker to the thief ...“                                                             | Bob Dylan                                                                    | John Wesley Harding                                                                         | 1967                   | eigener Song             | |
| All American Boy                                            | „Gather ’round, cats, and I’ll tell you a story ...“                                                                              | Bobby Bare                                                                   | The Bootleg Series Vol. 11: The Basement Tapes Complete                                     | 2014                   | Coversong                | |
| All I Really Want to Do                                     | „I ain’t lookin’ to compete with you ...“                                                                                         | Bob Dylan                                                                    | Another Side of Bob Dylan                                                                   | 1964                   | eigener Song             | |
| All or Nothing at All                                       | „All or nothing at all Half a love, never appealed to me ...“                                                                     | Arthur Altman und Jack Lawrence                                              | Fallen Angels                                                                               | 2016                   | Coversong                | |
| All Over You                                                | „Well, if I had to do it all over again Babe, I’d do it all over you ...“                                                         | Bob Dylan                                                                    | The Bootleg Series Vol. 9 – The Witmark Demos: 1962–1964                                    | 2010                   | eigener Song             | |
| All the Tired Horses                                        | „All the tired horses in the sun ...“                                                                                             | Bob Dylan                                                                    | Self Portrait                                                                               | 1970                   | eigener Song             | |
| All the Way                                                 | „When somebody loves you It’s no good unless he loves you all the way ...“                                                        | Jimmy Van Heusen und Sammy Cahn                                              | Fallen Angels                                                                               | 2016                   | Coversong                | |
| All You Have to Do Is Dream                                 | „I can make you mine Taste your lips of wine ...“                                                                                 | Bob Dylan                                                                    | The Bootleg Series Vol. 11: The Basement Tapes Complete                                     | 2014                   | eigener Song             | |
| Angel Flying Too Close to the Ground                        | „ ... “ | Willie Nelson                                                                | Springtime in New York: The Bootleg Series, Vol. 16 (1980-1985)                             | 2021                   | Coversong                | |
| Angelina                                                    | „Well, it’s always been my nature to take chances ...“                                                                            | Bob Dylan                                                                    | The Bootleg Series Volumes 1–3 (Rare & Unreleased) 1961–1991                                | 1994                   | eigener Song             | Outtake des Albums Shot of Love |
| Angel of Rain (Almost Done)                                 | „Almost done almost done but I don’t stand missed ...“                                                                            | Bob Dylan, Helena Springs                                                    | Unveröffentlicht                                                                            | N/A                    | Co-Autor                 | Für die Tour 1978 einstudiert, aber nie aufgeführt |
| Annie’s Going to Sing Her Song                              | „What’s your hurry? Just watch this. ...“                                                                                         | Tom Paxton                                                                   | The Bootleg Series, Vol. 10: Another Self Portrait                                          | 2013                   | Coversong                | |
| Another Man’s Done Gone                                     | „Sometimes I think I’m gonna lose my mind ...“                                                                                    | Woody Guthrie                                                                | Unveröffentlicht                                                                            | N/A                    | Coversong                | Wurde von Bob Dylan am 1. Juli 1960 live gespielt |
| Any Time                                                    | „Well any time at all why do I hate you?...“                                                                                      | Bob Dylan                                                                    | The Bootleg Series, Vol. 11: The Basement Tapes Complete                                    | 2014                   | eigener Song             | |
| Apple Suckling Tree                                         | „Old man sailin’ in a dinghy boat ...“                                                                                            | Bob Dylan                                                                    | The Basement Tapes                                                                          | 1975                   | eigener Song             | |
| Are You Ready?                                              | „Are you ready, are you ready? ...“                                                                                               | Bob Dylan                                                                    | Saved                                                                                       | 1980                   | eigener Song             | |
| Arthur McBride                                              | „Oh, me and my cousin, one Arthur McBride ...“                                                                                    | irischer Folksong                                                            | Good as I Been to You                                                                       | 1992                   | Coversong                | |
| As I Went Out One Morning                                   | „As I went out one morning ...“                                                                                                   | Bob Dylan                                                                    | John Wesley Harding                                                                         | 1967                   | eigener Song             | |
| Autumn Leaves                                               | „The falling leaves drift by the window ...“                                                                                      | Joseph Kosma (Musik), Jaques Prévet (französisch) / Johnny Mercer (englisch) | Shadows in the Night                                                                        | 2015                   | Coversong                | |
| Baby Ain’t That Fine                                        | „You’re gonna be my baby ...“ | Dallas Frazier                                                               | The Bootleg Series, Vol. 11: The Basement Tapes Complete                                    | 2014                   | Coversong                | |
| Baby What You Want Me to Do                                 | „ ... “ | Jimmy Reed                                                                   | Springtime in New York: The Bootleg Series, Vol. 16 (1980-1985)                             | 2021                   | Coversong                | |
| Baby, I’m in the Mood for You                               | „Sometimes I’m in the mood, I wanna leave my lonesome home ...“                                                                   | Bob Dylan                                                                    | Biograph                                                                                    | 1985                   | eigener Song             | Outtake des Albums The Freewheelin’ Bob Dylan |
| Baby, Let Me Follow You Down                                | „I first heard this from Ric von Schmidt. He lives in Cambridge ...“                                                              | Eric von Schmidt                                                             | Bob Dylan                                                                                   | 1962                   | Coversong                | |
| Baby, Stop Crying                                           | „You been down to the bottom with a bad man, babe ...“                                                                            | Bob Dylan                                                                    | Street-Legal                                                                                | 1978                   | eigener Song             | |
| Baby, Won’t You Be My Baby                                  | „Well, I looked as far as I could see, baby ...“                                                                                  | Bob Dylan                                                                    | The Bootleg Series Vol. 11: The Basement Tapes Complete                                     | 2014                   | eigener Song             | |
| Ballad for a Friend                                         | „Sad I’m a-sittin’ on the railroad track ...“                                                                                     | Bob Dylan                                                                    | The Bootleg Series, Vol 9: The Witmark Demos: 1962-1964                                     | 2010                   | eigener Song             | |
| Ballad in Plain D                                           | „I once loved a girl, her skin it was bronze ...“                                                                                 | Bob Dylan                                                                    | Another Side of Bob Dylan                                                                   | 1964                   | Coversong mit neuem Text | Ursprüngliches Lied „My Last Farewell to Stirling“ |
| Ballad of a Thin Man                                        | „You walk into the room ...“ | Bob Dylan                                                                    | Highway 61 Revisited                                                                        | 1965                   | eigener Song             | |
| Ballad of Donald White                                      | „My name is Donald White, you see ...“                                                                                            | Bob Dylan                                                                    | Best of Broadside 1963–1988                                                                 | 2000                   | eigener Song             | Zu finden auf dem Kompilationsalbum Best of Broadside 1962-1988 |
| Ballad of Easy Rider                                        | „The river flows, it flows to the sea ...“                                                                                        | Bob Dylan, Roger McGuinn                                                     | Unveröffentlicht                                                                            | N/A                    | Co-Autor                 | Aufgenommen von Roger McGuinn für den Film Easy Rider |
| The Ballad of Frankie Lee and Judas Priest                  | „Well, Frankie Lee and Judas Priest ...“                                                                                          | Bob Dylan                                                                    | John Wesley Harding                                                                         | 1967                   | eigener Song             | |
| Ballad of Hollis Brown                                      | „Hollis Brown He lived on the outside of town ...“                                                                                | Bob Dylan                                                                    | The Times They Are a-Changin’                                                               | 1964                   | Coversong mit neuem Text | Ursprüngliches Lied „Pretty Polly“ |
| Ballad of the Gliding Swan                                  | „Tenderly william kissed his wife ...“                                                                                            | Evan Jones Bob Dylan                                                         | Unveröffentlicht                                                                            | N/A                    | Co-Autor                 | Appeared in the BBC teleplay, Madhouse on Castle Street |
| Band of the Hand (It’s Hell Time Man!)                      | „Band of the hand ...“ | Bob Dylan                                                                    | Band of the Hand Soundtrack                                                                 | 1987                   | eigener Song             | Der Song wurde von Bob Dylan für den Film mit dem gleichen Namen Band of the Hand geschrieben und aufgenommen. Dylan nahm das Lied während einer Tournee in Sydney am 9. und 10. Februar 1986 auf. Dylan wird in dem Lied von Tom Petty & the Heartbreakers und einigen Backgroundsängern, darunter Stevie Nicks, begleitet. Das Album wurde von Tom Petty produziert. |
| Be Careful of Stones That You Throw                         | „A tongue can accuse or carry bad ...“                                                                                            | Benjamin Lee Blankenship                                                     | The Bootleg Series, Vol. 11: The Basement Tapes Complete                                    | 2014                   | Coversong                | |
| Belle Isle                                                  | „One evening for pleasure I rambled to view the fair fields all alone ...“                                                        | Traditional                                                                  | Self Portrait                                                                               | 1970                   | Coversong                | traditionelle keltische Ballade |
| Bells of Rhymney                                            | „Oh what will you give me? ...“                                                                                                   | Idris Davies und Peter Seeger                                                | The Bootleg Series, Vol. 11: The Basement Tapes Complete                                    | 2014                   | Coversong                | |
| Belltower Blues                                             | „Climbed upon the bell tower to gaze around the terrain / I couldn't find you anywhere, you were gone like a northern train ... “ | Bob Dylan                                                                    | Unveröffentlicht                                                                            | N/A                    | eigener Song             | Outtake des Albums Blood on the Tracks |
| Belshazzar                                                  | „Well, the bible tells us about a man ...“                                                                                        | Johnny Cash                                                                  | The Bootleg Series, Vol. 11: The Basement Tapes Complete                                    | 2014                   | Coversong                | |
| Bessie Smith                                                | „Bessie was more than just a friend of mine ...“                                                                                  | Rick Danko und J. R. Robertson                                               | The Basement Tapes                                                                          | 1975                   | Coversong                | |
| Beyond Here Lies Nothin’                                    | „I love you pretty baby ...“ | Bob Dylan, Robert Hunter                                                     | Together Through Life                                                                       | 2009                   | Co-Autor                 | |
| Beyond the Horizon                                          | „Beyond the horizon, behind the sun ...“                                                                                          | Bob Dylan                                                                    | Modern Times                                                                                | 2006                   | Coversong mit neuem Text | ursprüngliches Lied Red Sails in the Sunset von Jimmy Kennedy (Text) und Hugh Williams (Musik) |
| Big Black Train                                             | „Well big black train, coming down the line ...“                                                                                  | Bob Dylan, Monte Edmondson                                                   | Unveröffentlicht                                                                            | N/A                    | Co-Autor                 | |
| Big Dog                                                     | „(Let's take a cherry), I can't make it no more ...“                                                                              | Bob Dylan                                                                    | The Bootleg Series, Vol. 11: The Basement Tapes Complete                                    | 2014                   | eigener Song             | |
| Big River                                                   | „Now I taught the weeping willow how to cry, cry, cry, ...“                                                                       | Johnny Cash                                                                  | The Bootleg Series, Vol. 11: The Basement Tapes Complete                                    | 2014                   | Coversong                | |
| Big Yellow Taxi                                             | „They paved paradise And put up a parking lot ...“                                                                                | Joni Mitchell                                                                | Dylan – A Fool such as I                                                                    | 1973                   | Coversong                | |
| Billy 1                                                     | „There’s guns across the river aimin’ at ya ...“                                                                                  | Bob Dylan                                                                    | Pat Garrett & Billy the Kid                                                                 | 1973                   | eigener Song             | |
| Billy 4                                                     | „There’s guns across the river about to pound you ...“                                                                            | Bob Dylan                                                                    | Pat Garrett & Billy the Kid                                                                 | 1973                   | eigener Song             | |
| Billy 7                                                     | – | –                                                                            | Pat Garrett & Billy the Kid                                                                 | 1973                   | eigener Song             | Instrumental |
| Billy (The Ballad of Billy the Kid)                         | „ ...“ | Bob Dylan                                                                    | Unveröffentlicht                                                                            | N/A                    | eigener Song             | Outtake des Albums Pat Garrett & Billy the Kid |
| Black Crow Blues                                            | „I woke in the mornin’, wand’rin’ ...“                                                                                            | Bob Dylan                                                                    | Another Side of Bob Dylan                                                                   | 1964                   | eigener Song             | |
| Black Diamond Bay                                           | „Up on the white veranda ...“ | Bob Dylan, Jacques Levy                                                      | Desire                                                                                      | 1976                   | Co-Autor                 | |
| Black Rider                                                 | „Black Rider Black Rider you been livin’ too hard ...“                                                                            | Bob Dylan                                                                    | Rough and Rowdy Ways                                                                        | 2020                   | eigener Song             | |
| Blackjack Davey                                             | „Black Jack Davey come a-riden’ on back ...“                                                                                      | Traditional                                                                  | Good as I Been to You                                                                       | 1992                   | Coversong                | |
| Blessed Is the Name                                         | „Blessed is the name of the Lord forever ...“                                                                                     | Bob Dylan                                                                    | The Bootleg Series Vol. 13: Trouble No More 1979–1981                                       | 2017                   | eigener Song             | |
| Blind Willie McTell                                         | „Seen the arrow on the doorpost ...“                                                                                              | Bob Dylan                                                                    | The Bootleg Series Volumes 1–3 (Rare & Unreleased) 1961–1991                                | 1994                   | eigener Song             | Outtake des Albums Infidels |
| Blood in My Eyes                                            | „Woke up this morning, feeling blue ...“                                                                                          | Mississippi Sheiks                                                           | World Gone Wrong                                                                            | 1993                   | Coversong                | Neuinterpretation des Songs I've Got Blood in My Eyes for You der Mississippi Sheiks aus dem Jahr 1931 |
| Blowin’ in the Wind                                         | „How many roads must a man walk down ...“                                                                                         | Bob Dylan                                                                    | The Freewheelin’ Bob Dylan                                                                  | 1963                   | Coversong mit neuem Text | Ursprüngliches Lied „No More Auction Block“ |
| Blue Moon                                                   | „Blue moon you saw me standing alone ...“                                                                                         | L. Hart und R. Rodgers                                                       | Self Portrait                                                                               | 1970                   | Coversong                | |
| Bob Dylan’s 115th Dream                                     | „I was riding on the Mayflower ...“                                                                                               | Bob Dylan                                                                    | Bringing It All Back Home                                                                   | 1965                   | eigener Song             | |
| Bob Dylan’s Blues                                           | „Well, the Lone Ranger and Tonto ...“                                                                                             | Bob Dylan                                                                    | The Freewheelin’ Bob Dylan                                                                  | 1963                   | eigener Song             | |
| Bob Dylan’s Dream                                           | „While riding on a train goin’ west ...“                                                                                          | Bob Dylan                                                                    | The Freewheelin’ Bob Dylan                                                                  | 1963                   | Coversong mit neuem Text | Ursprüngliches Lied „Lady Franklin’s Lament“ |
| Bob Dylan’s New Orleans Rag                                 | „I was sittin’ on a stump ...“ | Bob Dylan                                                                    | The 50th Anniversary Collection 1963                                                        | 2013                   | eigener Song             | |
| Bonnie Ship the Diamond                                     | „Well, the bonnie ship was a good old ship ...“                                                                                   | Traditional                                                                  | The Bootleg Series, Vol. 11: The Basement Tapes Complete                                    | 2014                   | Coversong                | |
| Bonnie, Why’d You Cut My Hair?                              | „ ...“ | Bob Dylan                                                                    | Unveröffentlicht                                                                            | N/A                    | eigener Song             | |
| Boots of Spanish Leather                                    | „Oh, I’m sailin’ away my own true love ...“                                                                                       | Bob Dylan                                                                    | The Times They Are a-Changin’                                                               | 1964                   | Coversong mit neuem Text | Ursprüngliches Lied „Scarborough Fair“ |
| Born in Time                                                | „In the lonely night ...“ | Bob Dylan                                                                    | Under the Red Sky                                                                           | 1990                   | eigener Song             | |
| Bound to Lose, Bound to Win                                 | „Well, I’m bound to lose, bound to win ...“                                                                                       | Bob Dylan                                                                    | The Bootleg Series Vol. 9 – The Witmark Demos: 1962–1964                                    | 2010                   | eigener Song             | |
| Bourbon Street                                              | „I’d like another Bourbon Street ...“                                                                                             | Bob Dylan                                                                    | The Bootleg Series Vol. 11: The Basement Tapes Complete                                     | 2014                   | eigener Song             | |
| Bowling Alley Blues                                         | „ ...“ | Bob Dylan                                                                    | Unveröffentlicht                                                                            | N/A                    | eigener Song             | Songtext gedruckt im Buch Writings and Drawings von Bob Dylan |
| Bring It on Home                                            | „ ...“ | Bo Diddley                                                                   | The Bootleg Series, Vol. 11: The Basement Tapes Complete                                    | 2014                   | Coversong mit neuem Text | Variation des Songs Bring It to Jerome, den Bo Diddley 1955 veröffentlichte. |
| Bring Me a Little Water                                     | „Sylvie is a good old girl, from Florida so they say ...“                                                                         | Traditional                                                                  | The Bootleg Series, Vol. 10: Another Self Portrait                                          | 2013                   | Coversong                | traditionelles amerikanisches Volkslied |
| Broke Down Engine                                           | „Feel like a broke-down engine, ain’t got no drivin’ wheel ...“                                                                   | Blind Willie McTell                                                          | World Gone Wrong                                                                            | 1993                   | Coversong                | |
| Brownsville Girl                                            | „Well, there was this movie I seen one time ...“                                                                                  | Bob Dylan, Sam Shepard                                                       | Knocked Out Loaded                                                                          | 1986                   | Co-Autor                 | |
| Buckets of Rain                                             | „Buckets of rain ...“ | Bob Dylan                                                                    | Blood on the Tracks                                                                         | 1975                   | eigener Song             | |
| Bunkhouse Theme                                             | – | –                                                                            | Pat Garrett & Billy the Kid                                                                 | 1973                   | eigener Song             | Instrumental |
| Bye and Bye                                                 | „Bye and bye, I’m breathin’ a lover’s sigh ...“                                                                                   | Bob Dylan                                                                    | Love and Theft                                                                              | 2001                   | eigener Song             | |
| California                                                  | „I’m goin’ down south ’Neath the borderline ...“                                                                                  | Bob Dylan                                                                    | The Bootleg Series, Vol. 12: The Cutting Edge 1965 – 1966 Deluxe Edition                    | 2009                   | eigener Song             | Outtake des Albums Bringing It All Back Home |
| Call Letter Blues                                           | „Well, I walked all night long ...“                                                                                               | Bob Dylan                                                                    | The Bootleg Series Volumes 1–3 (Rare & Unreleased) 1961–1991                                | 1991                   | eigener Song             | Outtake des Albums Blood on the Tracks |
| Can You Please Crawl Out Your Window?                       | „He sits in your room, his tomb, with a fist full of tacks ...“                                                                   | Bob Dylan                                                                    | Biograph                                                                                    | 1985                   | eigener Song             | |
| Can’t Escape from You                                       | „Oh the evening train is rolling ...“                                                                                             | Bob Dylan                                                                    | The Bootleg Series Vol. 8: Tell Tale Signs                                                  | 2008                   | eigener Song             | |
| Can’t Help Falling in Love                                  | „Wise men say only fools rush in ...“                                                                                             | George David Weiss, Hugo Peretti und Luigi Creatore                          | Dylan – A Fool Such as I                                                                    | 1973                   | Coversong                | |
| Can’t Leave Her Behind                                      | „Where she leads me I do not know ...“                                                                                            | Bob Dylan                                                                    | The Bootleg Series Vol. 12: The Cutting Edge 1965–1966                                      | 2015                   | eigener Song             | |
| Can’t Wait                                                  | „I can’t wait, wait for you to change your mind ...“                                                                              | Bob Dylan                                                                    | Time Out of Mind                                                                            | 1997                   | eigener Song             | |
| Canadee-I-O                                                 | „Well, it’s all of fair and handsome girl ...“                                                                                    | Bob Dylan                                                                    | Good as I Been to You                                                                       | 1992                   | Coversong                | traditionelles englisches Volkslied unbekannter Urheberschaft |
| Cantina Theme (Workin’ for the Law)                         | – | –                                                                            | Pat Garrett & Billy the Kid                                                                 | 1973                   | eigener Song             | Instrumental |
| Caribbean Wind                                              | „She was the rose of Sharon from paradise lost ...“                                                                               | Bob Dylan                                                                    | Biograph                                                                                    | 1985                   | eigener Song             | Outtake des Albums Shot of Love |
| Cat’s in the Well                                           | „The cat’s in the well, the wolf is looking down ...“                                                                             | Bob Dylan                                                                    | Under the Red Sky                                                                           | 1990                   | eigener Song             | |
| Catfish                                                     | „Lazy stadium night Catfish on the mound ...“                                                                                     | Bob Dylan, Jacques Levy                                                      | The Bootleg Series Volumes 1–3 (Rare & Unreleased) 1961–1991                                | 1994                   | Co-Autor                 | Outtake des Albums Desire |
| Champaign, Illinois                                         | „I got a woman in Morocco ...“ | Bob Dylan, Carl Perkins                                                      | Unveröffentlicht                                                                            | N/A                    | Co-Autor                 | Aufgenommen von Carl Perkins für sein Album aus dem Jahr On Top |
| Changing of the Guards                                      | „Sixteen years, sixteen banners united over the field ...“                                                                        | Bob Dylan                                                                    | Street-Legal                                                                                | 1978                   | eigener Song             | |
| Chimes of Freedom                                           | „Far between sundown’s finish an’ midnight’s broken toll ...“                                                                     | Bob Dylan                                                                    | Another Side of Bob Dylan                                                                   | 1964                   | Coversong mit neuem Text | Ursprüngliches Lied „Chimes of Trinity“ |
| Christmas Island                                            | „How’d ya like to spend Christmas On Christmas Island? ...“                                                                       | Lyle Moraine                                                                 | Christmas in the Heart                                                                      | 2009                   | Coversong                | |
| City of Gold                                                | „There is a city of gold far from this rat-race with the bars that hold ...“                                                      | Bob Dylan                                                                    | Unveröffentlicht                                                                            | 2003                   | eigener Song             | Wurde von Dixie Hummingbirds für ihr Album Diamond Jubilation aufgenommen |
| Clean Cut Kid                                               | „Everybody wants to know why he couldn’t adjust ...“                                                                              | Bob Dylan                                                                    | Empire Burlesque                                                                            | 1985                   | eigener Song             | |
| Clothes Line Saga                                           | „After a while we took in the clothes ...“                                                                                        | Bob Dylan                                                                    | The Basement Tapes                                                                          | 1975                   | eigener Song             | |
| Cocaine Blues                                               | „Every time my baby and me we go up town ...“                                                                                     | Bob Dylan                                                                    | The Bootleg Series Vol. 8: Tell Tale Signs                                                  | 2008                   | Coversong mit neuem Text | |
| Cold Irons Bound                                            | „I’m beginning to hear voices and there’s no one around ...“                                                                      | Bob Dylan                                                                    | Time Out of Mind                                                                            | 1997                   | eigener Song             | |
| Come All Ye Fair and Tender Ladies                          | „Come all ye fair and tender ladies Be careful how you court young men ...“                                                       | Traditional                                                                  | The Bootleg Series, Vol. 11: The Basement Tapes Complete                                    | 2014                   | Coversong                | |
| Come Rain or Come Shine                                     | „I’m gonna love you Like nobody loved you ...“                                                                                    | Harold Arlen und Johnny Mercer                                               | Fallen Angels                                                                               | 2016                   | Coversong                | |
| Coming from the Heart (The Road Is Long)                    | „We have got to come together How long can we stay apart? ...“                                                                    | Bob Dylan, Helena Springs                                                    | Unveröffentlicht                                                                            | N/A                    | Co-Autor                 | Aufgenommen von The Searchers in ihrem Album The Searchers aus dem Jahr 1979 |
| Confidential                                                | „Confidential as a baby’s kiss Smooth like a baby’s breath ...“                                                                   | Dolinda Morgan                                                               | The Bootleg Series, Vol. 11: The Basement Tapes Complete                                    | 2014                   | Coversong                | |
| Congratulations                                             | „Congratulations for breaking my heart ...“                                                                                       | Bob Dylan Jeff Lynne Tom Petty Roy Orbison George Harrison                   | Traveling Wilburys Vol. 1                                                                   | 1988                   | Co-Autor                 | |
| Cool Dry Place                                              | „Well, I woke up this morning The place was such a wreck ...“                                                                     | Bob Dylan, Jeff Lynne, Tom Petty, George Harrison                            | Traveling Wilburys Vol. 3                                                                   | 1990                   | Co-Autor                 | |
| Cool Water                                                  | „..and I’m a fool Each star’s a pool of water, cool clear water ...“                                                              | Bob Nolan                                                                    | The Bootleg Series, Vol. 11: The Basement Tapes Complete                                    | 2014                   | Coversong                | |
| Copper Kettle (The Pale Moonlight)                          | „Get you a copper kettle, get you a copper coil ...“                                                                              | A. F. Beddoe                                                                 | Self Portrait                                                                               | 1970                   | Coversong                | |
| Corrine, Corrina                                            | „Corrina, Corrina Gal, where you been so long? ...“                                                                               | Bo Carter                                                                    | The Freewheelin’ Bob Dylan                                                                  | 1963                   | Coversong                | Die Urheberschaft ist nicht geklärt. Das Urheberrecht für Corrine, Corrina wurde 1932 von der Plattenfirma von Bo Carter angemeldet. |
| Country Pie                                                 | „Just like old Saxophone Joe ...“                                                                                                 | Bob Dylan                                                                    | Nashville Skyline                                                                           | 1969                   | eigener Song             | |
| Covenant Woman                                              | „Covenant woman got a contract with the Lord ...“                                                                                 | Bob Dylan                                                                    | Saved                                                                                       | 1980                   | eigener Song             | |
| Crash on the Levee (Down in the Flood)                      | „Crash on the levee, mama Water’s gonna overflow ...“                                                                             | Bob Dylan                                                                    | The Basement Tapes                                                                          | 1975                   | eigener Song             | |
| Crossing the Rubicon                                        | „I crossed the Rubicon on the 14th day of the most dangerous month of the year ...“                                               | Bob Dylan                                                                    | Rough and Rowdy Ways                                                                        | 2020                   | eigener Song             | |
| Cry a While                                                 | „Well, I had to go down and see a guy named Mr. Goldsmith ...“                                                                    | Bob Dylan                                                                    | Love and Theft                                                                              | 2001                   | eigener Song             | |
| Cuban Missile Crisis                                        | „Come gather ’round me people, and a story I will tell ...“                                                                       | Bob Dylan                                                                    | Unveröffentlicht                                                                            | N/A                    | eigener Song             | |
| Dark as a Dungeon                                           | „Gather round fellows, so young and so fine ...“                                                                                  | Merle Travis                                                                 | Bob Dylan – The Rolling Thunder Revue: The 1975 Live Recordings                             | 2019                   | Coversong                | |
| Dark Eyes                                                   | „Oh, the gentlemen are talking and the midnight moon is on the riverside ...“                                                     | Bob Dylan                                                                    | Empire Burlesque                                                                            | 1985                   | eigener Song             | |
| Day of the Locusts                                          | „Oh, the benches were stained with tears and perspiration ...“                                                                    | Bob Dylan                                                                    | New Morning                                                                                 | 1970                   | eigener Song             | |
| Days of 49                                                  | „I’m old Tom Moore from the bummer’s shore in that good old golden days ...“                                                      | F. Warner, J.A. Lomax und A. Lomax                                           | Self Portrait                                                                               | 1970                   | Coversong                | |
| Dead Man, Dead Man                                          | „Uttering idle words from a reprobate mind ...“                                                                                   | Bob Dylan                                                                    | Shot of Love                                                                                | 1981                   | eigener Song             | |
| Dear Landlord                                               | „Dear landlord Please don’t put a price on my soul ...“                                                                           | Bob Dylan                                                                    | John Wesley Harding                                                                         | 1967                   | eigener Song             | |
| Death Is Not the End                                        | „When you’re sad and when you’re lonely ...“                                                                                      | Bob Dylan                                                                    | Down in the Groove                                                                          | 1988                   | eigener Song             | |
| Death of Robert Johnson                                     | „ ...“ | Bob Dylan                                                                    | Unveröffentlicht                                                                            | N/A                    | eigener Song             | |
| Delia                                                       | „Delia was a gambling girl, gambled all around ...“                                                                               | Traditional                                                                  | World Gone Wrong                                                                            | 1993                   | Coversong                | |
| Denise                                                      | „Denise, Denise Gal, what’s on your mind? ...“                                                                                    | Bob Dylan                                                                    | The 50th Anniversary Collection 1964                                                        | 2014                   | eigener Song             | Outtake des Albums Another Side of Bob Dylan |
| Desolation Row                                              | „They’re selling postcards of the hanging ...“                                                                                    | Bob Dylan                                                                    | Highway 61 Revisited                                                                        | 1965                   | eigener Song             | |
| Diamond Joe                                                 | „Now There’s a man you’ll hear about ...“                                                                                         | Traditional                                                                  | Good as I Been to You                                                                       | 1992                   | Coversong                | |
| Dignity                                                     | „Fat man lookin’ in a blade of steel ...“                                                                                         | Bob Dylan                                                                    | Greatest Hits Volume 3                                                                      | 1994                   | eigener Song             | |
| Dink’s Song                                                 | „If I had wings Like Noah’s Dove ...“                                                                                             | Traditional                                                                  | The Bootleg Series, Vol. 7: No Direction Home                                               | 2005                   | Coversong                | |
| Dirge                                                       | „I hate myself for lovin’ you and the weakness that it showed ...“                                                                | Bob Dylan                                                                    | Planet Waves                                                                                | 1974                   | eigener Song             | |
| Dirt Road Blues                                             | „Gon’ walk down that dirt road,’til someone lets me ride ...“                                                                     | Bob Dylan                                                                    | Time Out of Mind                                                                            | 1997                   | eigener Song             | |
| Dirty World                                                 | „He love your sexy body, he loves your dirty mind ...“                                                                            | Bob Dylan Jeff Lynne Tom Petty Roy Orbison George Harrison                   | Traveling Wilburys Vol. 1                                                                   | 1988                   | Co-Autor                 | |
| Disease of Conceit                                          | „There’s a whole lot of people suffering tonight ...“                                                                             | Bob Dylan                                                                    | Oh Mercy                                                                                    | 1989                   | eigener Song             | |
| Do Right to Me Baby (Do Unto Others)                        | „Don’t wanna judge nobody, don’t wanna be judged ...“                                                                             | Bob Dylan                                                                    | Slow Train Coming                                                                           | 1979                   | eigener Song             | |
| Do You Hear What I Hear?                                    | „Said the night wind to the little lamb ...“                                                                                      | Gloria Shayne Baker und Noël Regney                                          | Christmas in the Heart                                                                      | 2009                   | Coversong                | |
| Don’t Fall Apart on Me Tonight                              | „Just a minute before you leave, girl ...“                                                                                        | Joe Sample, Will Jennings                                                    | Infidels                                                                                    | 1983                   | Coversong                | |
| Don’t Tell Him, Tell Me                                     | „ ...“ | Bob Dylan                                                                    | The Bootleg Series Vol. 12: The Cutting Edge 1965–1966 Collector’s Edition                  | 2015                   | eigener Song             | Aufgenommen am 13. März 1966 in einem Hotelzimmer in Denver |
| Don’t Think Twice, It’s All Right                           | „It ain’t no use to sit and wonder why, babe ...“                                                                                 | Bob Dylan                                                                    | The Freewheelin’ Bob Dylan                                                                  | 1963                   | Coversong mit neuem Text | Ursprüngliches Lied "Who’s Gonna Buy You Ribbons (When I’m Gone)" |
| Don’t Ya Tell Henry                                         | „Don’t ya tell Henry Apple’s got your fly ...“                                                                                    | Bob Dylan                                                                    | The Basement Tapes                                                                          | 1975                   | eigener Song             | Aufgenommen mit The Band |
| Don’t You Try Me Now                                        | „ ...“ | Bob Dylan                                                                    | The Bootleg Series Vol. 11: The Basement Tapes Complete                                     | 2014                   | eigener Song             | |
| Do Right to Me Baby (Do Unto Others)                        | „Don’t want to judge nobody, don’t want to be judged ...“                                                                         | Bob Dylan                                                                    | Slow Train Coming                                                                           | 1979                   | eigener Song             | |
| Down Along the Cove                                         | „Down along the cove ...“ | Bob Dylan                                                                    | John Wesley Harding                                                                         | 1967                   | eigener Song             | |
| Down by the Station                                         | „ ...“ | Traditional                                                                  | The Bootleg Series, Vol. 11: The Basement Tapes Complete                                    | 2014                   | Coversong                | |
| Down on Me                                                  | „Seems like everybody in the whole world ...“                                                                                     | Traditional                                                                  | The Bootleg Series, Vol. 11: The Basement Tapes Complete                                    | 2014                   | Coversong                | |
| Down the Highway                                            | „Well, I’m walkin’ down the highway ...“                                                                                          | Bob Dylan                                                                    | The Freewheelin’ Bob Dylan                                                                  | 1963                   | eigener Song             | |
| Dreamin’ of You                                             | „The light in this place is really bad ...“                                                                                       | Bob Dylan                                                                    | The Bootleg Series Vol. 8: Tell Tale Signs                                                  | 2008                   | eigener Song             | Outtake des Albums Time Out of Mind |
| Dress It Up, Better Have It All                             | „Oh, mos’ feet and it hang, can’t you see?" I groan. ...“                                                                         | Bob Dylan                                                                    | The Bootleg Series, Vol. 11: The Basement Tapes RAW                                         | 2014                   | eigener Song             | |
| Drifter’s Escape                                            | „Oh, help me in my weakness ...“                                                                                                  | Bob Dylan                                                                    | John Wesley Harding                                                                         | 1967                   | eigener Song             | |
| Driftin’ Too Far From Shore                                 | „I didn’t know that you’d be leavin’ ...“                                                                                         | Traditional                                                                  | Knocked Out Loaded                                                                          | 1986                   | Coversong                | |
| Duncan and Brady                                            | „Twinkle, twinkle, twinkle, little star ...“                                                                                      | Dusty Old Fairgrounds                                                        | The Bootleg Series Vol. 8: Tell Tale Signs                                                  | 2008                   | Coversong                | |
| Duquesne Whistle                                            | „Listen to that Duquesne whistle blowin’ ...“                                                                                     | Bob Dylan, Robert Hunter                                                     | Tempest                                                                                     | 2012                   | Co-Autor                 | |
| Dusty Old Fairgrounds                                       | „Well, it’s all up from Florida at the start of the spring ...“                                                                   | Dusty Old Fairgrounds                                                        | The 50th Anniversary Collection 1963                                                        | 2013                   | Coversong                | Live gespielt am 12. April 1963 in der Town Hall in New York City |
| Early Mornin’ Rain                                          | „In the early mornin’ rain With a dollar in my hand ...“                                                                          | Gordon Lightfoot                                                             | Self Portrait                                                                               | 1970                   | Coversong                | |
| Early Roman Kings                                           | „All the early Roman Kings in their sharkskin suits ...“                                                                          | Bob Dylan                                                                    | Tempest                                                                                     | 2012                   | eigener Song             | |
| Easy and Slow                                               | „It was down by Christ Church that I first met with Annie ...“                                                                    | Bob Dylan                                                                    | Bob Dylan – The Rolling Thunder Revue: The 1975 Live Recordings                             | 2019                   | eigener Song             | |
| Edge of the Ocean                                           | „Well we’re living on the edge of the ocean ...“                                                                                  | Bob Dylan                                                                    | The Bootleg Series, Vol. 11: The Basement Tapes Complete                                    | 2014                   | eigener Song             | |
| Emotionally Yours                                           | „Come baby, find me, come baby, remind me of where I once begun ...“                                                              | Bob Dylan                                                                    | Empire Burlesque                                                                            | 1985                   | eigener Song             | |
| Endless Highway                                             | „Take a silver dollar and put it in your pocket ...“                                                                              | J. R. Robertson                                                              | Before The Flood                                                                            | 1974                   | Coversong                | |
| End of the Line                                             | „Well it’s all right, riding around in the breeze ...“                                                                            | Bob Dylan Jeff Lynne Tom Petty Roy Orbison George Harrison                   | Traveling Wilburys Vol. 1                                                                   | 1988                   | Co-Autor                 | |
| Eternal Circle                                              | „I sang the song slowly As she stood in the shadows ...“                                                                          | Bob Dylan                                                                    | The Bootleg Series Volumes 1–3 (Rare & Unreleased) 1961–1991                                | 1994                   | eigener Song             | Outtake des Albums The Times They Are a-Changin’ |
| Every Grain of Sand                                         | „In the time of my confession, in the hour of my deepest need ...“                                                                | Bob Dylan                                                                    | Shot of Love                                                                                | 1981                   | eigener Song             | |
| Everything Is Broken                                        | „Broken lines, broken strings Broken threads, broken springs ...“                                                                 | Bob Dylan                                                                    | Oh Mercy                                                                                    | 1989                   | eigener Song             | |
| False Prophet                                               | „Another day without end - another ship going out ...“                                                                            | Bob Dylan                                                                    | Rough and Rowdy Ways                                                                        | 2020                   | eigener Song             | |
| Farewell                                                    | „Oh it’s fare thee well my darlin’ true ...“                                                                                      | Bob Dylan                                                                    | The Bootleg Series Vol. 9 – The Witmark Demos: 1962–1964                                    | 2010                   | Coversong mit neuem Text | Ursprüngliches Lied „The Leaving of Liverpool“ |
| Farewell, Angelina                                          | „Farewell Angelina The bells of the crown ...“                                                                                    | Bob Dylan                                                                    | The Bootleg Series Volumes 1–3 (Rare & Unreleased) 1961–1991                                | 1994                   | Coversong mit neuem Text | Ursprüngliches Lied „Farewell to Tarwathie“; Outtake des Albums Bringing It All Back Home |
| Father of Night                                             | „Father of night, Father of day ...“                                                                                              | Bob Dylan                                                                    | New Morning                                                                                 | 1970                   | eigener Song             | |
| Field Mouse from Nebraska                                   | „ ...“ | Bob Dylan                                                                    | Unveröffentlicht                                                                            | N/A                    | eigener Song             | Songtext im Buch Writings and Drawings von Bob Dylan |
| Final Theme                                                 | – | Bob Dylan                                                                    | Pat Garrett & Billy the Kid                                                                 | 1973                   | eigener Song             | Instrumental |
| Fixin’ to Die                                               | „Feeling funny in my mind, Lord ...“                                                                                              | Bukka White                                                                  | Bob Dylan                                                                                   | 1962                   | Coversong                | |
| Floater (Too Much to Ask)                                   | „Down over the window Comes the dazzling sunlit rays ...“                                                                         | Bob Dylan                                                                    | Love and Theft                                                                              | 2001                   | eigener Song             | |
| Folsom Prison Blues                                         | „I hear the train a comin’ It’s rollin’ ’round the bend ...“                                                                      | Johnny Cash                                                                  | The Bootleg Series, Vol. 11: The Basement Tapes RAW                                         | 2014                   | Coversong                | |
| Foot of Pride                                               | „Like the lion tears the flesh off of a man ...“                                                                                  | Bob Dylan                                                                    | The Bootleg Series Volumes 1–3 (Rare & Unreleased) 1961–1991                                | 1994                   | eigener Song             | Outtake des Albums Infidels |
| Forever Young                                               | „May God bless and keep you always ...“                                                                                           | Bob Dylan                                                                    | Planet Waves                                                                                | 1974                   | eigener Song             | |
| Forgetful Heart                                             | „Forgetful heart Lost your power of recall ...“                                                                                   | Bob Dylan, Robert Hunter                                                     | Together Through Life                                                                       | 2009                   | Co-Autor                 | |
| Four Strong Winds                                           | „Four strong winds that blow lonely Seven seas that run high ...“                                                                 | Ian Tyson                                                                    | The Bootleg Series, Vol. 11: The Basement Tapes Complete                                    | 2014                   | Coversong                | |
| Fourth Time Around                                          | „When she said “Don’t waste your words, they’re just lies” ...“                                                                   | Bob Dylan                                                                    | Blonde on Blonde                                                                            | 1966                   | eigener Song             | |
| Frankie & Albert                                            | „Frankie was a good girl. Everybody knows. ...“                                                                                   | Traditional                                                                  | Good as I Been to You                                                                       | 1992                   | Coversong                | |
| Freight Train Blues                                         | „I was born in Dixie in a boomer shed ...“                                                                                        | Traditional                                                                  | Bob Dylan                                                                                   | 1962                   | Coversong                | |
| Froggie Went a Courtin’                                     | „Frog went a-courtin’, and he did ride, Uh-huh ...“                                                                               | Traditional                                                                  | Good as I Been to You                                                                       | 1992                   | Coversong                | |
| From a Buick 6                                              | „I got this graveyard woman, you know she keeps my kid ...“                                                                       | Bob Dylan                                                                    | Highway 61 Revisited                                                                        | 1965                   | eigener Song             | |
| Full Moon and Empty Arms                                    | „Full moon and empty arms ...“ | Buddy Kaye Ted Mossman                                                       | Shadows in the Night                                                                        | 2015                   | Coversong                | |
| Fur Slippers                                                | „ ...“ | Bob Dylan, Tim Drummond                                                      | Unveröffentlicht                                                                            | N/A                    | Co-Autor                 | Wurde von B. B. King für den Soundtrack der CBS TV-Serie „Shake Rattle and Roll“ aufgenommen |
| Gates of Eden                                               | „Of war and peace the truth just twists ...“                                                                                      | Bob Dylan                                                                    | Bringing It All Back Home                                                                   | 1965                   | eigener Song             | |
| Gates of Hate                                               | „ ...“ | Bob Dylan                                                                    | Unveröffentlicht                                                                            | N/A                    | eigener Song             | Published in Sing Out! October/November 1962 |
| George Jackson                                              | „I woke up this mornin’ ...“ | Bob Dylan                                                                    | Masterpieces                                                                                | 1978                   | eigener Song             | Veröffentlicht 1971 als B-Seite einer Single |
| Get Your Rocks Off!                                         | „You know, there’s two ol’ maids layin’ in the bed ...“                                                                           | Traditional                                                                  | The Bootleg Series Vol. 11: The Basement Tapes Complete                                     | 2014                   | Coversong                | |
| Girl from the North Country                                 | „Well, if you’re travelin’ in the north country fair ...“                                                                         | Bob Dylan                                                                    | The Freewheelin’ Bob Dylan                                                                  | 1963                   | Coversong mit neuem Text | Ursprüngliches Lied „Scarborough Fair“ |
| Go Away You Bomb                                            | „Go away you Bomb get away go away ...“                                                                                           | Bob Dylan                                                                    | Unveröffentlicht                                                                            | N/A                    | eigener Song             | 1963 geschrieben, Liedtext 2014 bei einer Versteigerung verkauft |
| God Knows                                                   | „God knows you ain’t pretty God knows it’s true ...“                                                                              | Bob Dylan                                                                    | Under the Red Sky                                                                           | 1990                   | eigener Song             | |
| Goin’ Back to Rome                                          | „Well you know I’m lying But don’t look at me with scorn ...“                                                                     | Bob Dylan                                                                    | The 50th Anniversary Collection 1963                                                        | 2013                   | eigener Song             | Live gespielt 1963 in Gerde’s Folk City |
| Goin’ Down the Road Feeling Bad                             | „I’m blowin’ down that old dusty road ...“                                                                                        | Traditional                                                                  | The Bootleg Series, Vol. 11: The Basement Tapes Complete                                    | 2014                   | Coversong                | |
| Goin’ to Acapulco                                           | „I’m going down to Rose Marie’s She never does me wrong ...“                                                                      | Bob Dylan                                                                    | The Basement Tapes                                                                          | 1975                   | eigener Song             | |
| Going, Going, Gone                                          | „I’ve just reached a place Where the willow don’t bend ...“                                                                       | Bob Dylan                                                                    | Planet Waves                                                                                | 1974                   | eigener Song             | |
| Golden Loom                                                 | „Smoky autumn night, stars up in the sky ...“                                                                                     | Bob Dylan                                                                    | The Bootleg Series Volumes 1–3 (Rare & Unreleased) 1961–1991                                | 1994                   | eigener Song             | Outtake des Albums Desire |
| Gonna Change My Way of Thinking                             | „Gonna change my way of thinking Make myself a different set of rules ...“                                                        | Bob Dylan                                                                    | Slow Train Coming                                                                           | 1979                   | eigener Song             | |
| Gonna Get You Now                                           | „Gonna get you now Word to your grandpa, come on home. ...“                                                                       | Bob Dylan                                                                    | The Bootleg Series Vol. 11: The Basement Tapes Complete                                     | 2014                   | eigener Song             | |
| Goodbye Holly                                               | „Goodbye Holly, Holly goodbye Your wife’s a gonna miss you ...“                                                                   | Bob Dylan                                                                    | Unveröffentlicht                                                                            | N/A                    | eigener Song             | Outtake des Albums Pat Garrett & Billy the Kid |
| Goodbye Jimmy Reed                                          | „I live on a street named after a Saint ...“                                                                                      | Bob Dylan                                                                    | Rough and Rowdy Ways                                                                        | 2020                   | eigener Song             | |
| Gospel Plow                                                 | „Mary wore three links of chain Every link was Jesus name ...“                                                                    | Traditional                                                                  | Bob Dylan                                                                                   | 1962                   | Coversong                | |
| Gotta Serve Somebody                                        | „You may be an ambassador to England or France ...“                                                                               | Bob Dylan                                                                    | Slow Train Coming                                                                           | 1979                   | eigener Song             | |
| Gotta Travel On                                             | „Done laid around, done stayed around ...“                                                                                        | P. Clayton, L. Ehrlich, D. Lazar und T. Six                                  | Self Portrait                                                                               | 1970                   | Coversong                | |
| Got My Mind Made Up                                         | „Don’t ever try to change me, I been in this thing too long ...“                                                                  | Traditional                                                                  | Knocked Out Loaded                                                                          | 1986                   | Coversong                | |
| Guess I’m Doin’ Fine                                        | „Well, I ain’t got my childhood Or friends I once did know ...“                                                                   | Bob Dylan                                                                    | The Bootleg Series Vol. 9 – The Witmark Demos: 1962–1964                                    | 2010                   | eigener Song             | |
| Gwenevere                                                   | „Guinevere of the royal court of Arthur ...“                                                                                      | David Crosby                                                                 | Bob Dylan – The Rolling Thunder Revue: The 1975 Live Recordings                             | 2019                   | Coversong                | |
| Gypsy Lou                                                   | „If you getcha one girl, better get two Case you run into Gypsy Lou ...“                                                          | Bob Dylan                                                                    | The Bootleg Series Vol. 9 – The Witmark Demos: 1962–1964                                    | 2010                   | eigener Song             | |
| Had a Dream About You, Baby                                 | „I got to see you baby, I don’t care ...“                                                                                         | Bob Dylan                                                                    | Down in the Groove                                                                          | 1988                   | eigener Song             | |
| Hallelujah, I’ve Just Been Moved                            | „ ...“ ???? | Traditional                                                                  | The Bootleg Series, Vol. 11: The Basement Tapes Complete                                    | 2014                   | Coversong                | |
| Handle with Care                                            | „Been beat up and battered ’round ...“                                                                                            | Bob Dylan Jeff Lynne Tom Petty Roy Orbison George Harrison                   | Traveling Wilburys Vol. 1                                                                   | 1988                   | Co-Autor                 | |
| Handy Dandy                                                 | „Handy Dandy, controversy surrounds him ...“                                                                                      | Bob Dylan                                                                    | Under the Red Sky                                                                           | 1990                   | eigener Song             | |
| Hard Times                                                  | „Let us pause in life’s pleasures and count its many tears ...“                                                                   | Stephen Foster                                                               | Good as I Been to You                                                                       | 1992                   | Coversong                | |
| Hard Times in New York Town                                 | „Come you ladies and you gentlemen, a-listen to my song ...“                                                                      | Bob Dylan                                                                    | The Bootleg Series Volumes 1–3 (Rare & Unreleased) 1961–1991                                | 1994                   | Coversong mit neuem Text | Ursprüngliches Lied „Down On Penny’s Farm“ |
| Hark the Herald Angels Sing                                 | „Hark! the herald angels sing ...“                                                                                                | Traditional                                                                  | Christmas In The Heart                                                                      | 2009                   | Coversong                | Basiert auf dem traditionellen Gefängnis-Blues Shorty George |
| Have Yourself a Merry Little Christmas                      | „Have Yourself A Merry Little Christmas ...“                                                                                      | Ralph Blane und Hugh Martin                                                  | Christmas in the Heart                                                                      | 2009                   | Coversong                | |
| Hazel                                                       | „Hazel, dirty-blonde hair ...“ | Bob Dylan                                                                    | Planet Waves                                                                                | 1974                   | eigener Song             | |
| He Was a Friend of Mine                                     | „He was a friend of mine ...“ | Traditional                                                                  | The Bootleg Series Volumes 1–3 (Rare & Unreleased) 1961–1991                                | 1991                   | Coversong                | Basiert auf dem traditionellen Gefängnis-Blues Shorty George |
| Heading for the Light                                       | „I’ve wandered around with nothing more than time on my hands ...“                                                                | Bob Dylan Jeff Lynne Tom Petty Roy Orbison George Harrison                   | Traveling Wilburys Vol. 1                                                                   | 1988                   | Co-Autor                 | |
| Heart of Mine                                               | „Heart of mine be still ...“ | Bob Dylan                                                                    | Shot of Love                                                                                | 1981                   | eigener Song             | |
| Heartland                                                   | „There’s a home place under fire tonight in the Heartland ...“                                                                    | Bob Dylan, Willie Nelson                                                     | Unveröffentlicht                                                                            | N/A                    | Co-Autor                 | Aufgenommen 1993 von Willie Nelson für sein Album Across the Borderline |
| Here Comes Santa Claus                                      | „Here Comes Santa Claus ...“ | Gene Autry, Oakley Haldeman und Harriet “June” Haldeman                      | Christmas In The Heart                                                                      | 2009                   | Coversong                | |
| Hero Blues                                                  | „Yes, the gal I got I swear she’s the screaming end ...“                                                                          | Bob Dylan                                                                    | The Bootleg Series Vol. 9 – The Witmark Demos: 1962–1964                                    | 2010                   | eigener Song             | |
| Hey Little Richard                                          | „ ...“ | Bob Dylan                                                                    | Unveröffentlicht                                                                            | N/A                    | eigener Song             | |
| Hiding Too Long                                             | „Come you phoney super patriotic people that say ...“                                                                             | Bob Dylan                                                                    | The 50th Anniversary Collection 1963                                                        | 2013                   | eigener Song             | Live gespielt am 12. April 1963 in der Town Hall in New York City |
| High Water (for Charley Patton)                             | „High water risin’—risin’ night and day ...“                                                                                      | Bob Dylan                                                                    | Love and Theft                                                                              | 2001                   | eigener Song             | |
| Highlands                                                   | „Well my heart’s in the Highlands gentle and fair ...“                                                                            | Bob Dylan                                                                    | Time Out of Mind                                                                            | 1997                   | eigener Song             | |
| Highway 51                                                  | „Highway 51 runs right by my baby’s door ...“                                                                                     | Curtis Jones                                                                 | Bob Dylan                                                                                   | 1962                   | Coversong                | |
| Highway 61 Revisited                                        | „Oh God said to Abraham, ‘Kill me a son’ ...“                                                                                     | Bob Dylan                                                                    | Highway 61 Revisited                                                                        | 1965                   | eigener Song             | |
| Hollywood Angel                                             | „ ...“ | Bob Dylan                                                                    | Bob Dylan – The Rolling Thunder Revue: The 1975 Live Recordings                             | 2019                   | eigener Song             | |
| Honest with Me                                              | „Well, I’m stranded in the city that never sleeps ...“                                                                            | Bob Dylan                                                                    | Love and Theft                                                                              | 2001                   | eigener Song             | |
| Honey, Just Allow Me One More Chance                        | „Honey, just allow me one more chance ...“                                                                                        | Bob Dylan, Henry Thomas                                                      | The Freewheelin’ Bob Dylan                                                                  | 1963                   | Coversong mit neuem Text | |
| House Carpenter                                             | „Well met, well met, my own true love ...“                                                                                        | traditioneller Folk-Song                                                     | The Bootleg Series Volumes 1–3 (Rare & Unreleased) 1961–1991                                | 1991                   | Coversong                | |
| House of the Risin’ Sun                                     | „There is a house down in New Orleans they call the rising sun ...“                                                               | traditioneller Folk-Song                                                     | Bob Dylan                                                                                   | 1962                   | Coversong                | |
| Huck’s Tune                                                 | „Well I wandered alone through a desert of stone ...“                                                                             | Bob Dylan                                                                    | The Bootleg Series Vol. 8: Tell Tale Signs                                                  | 2008                   | eigener Song             | Instrumental; vom Soundtrack des Films Lucky You |
| Hurricane                                                   | „Pistol shots ring out in the barroom night ...“                                                                                  | Bob Dylan Jacques Levy                                                       | Desire                                                                                      | 1976                   | Co-Autor                 | |
| I Am a Lonesome Hobo                                        | „I am a lonesome hobo Without family or friends ...“                                                                              | Bob Dylan                                                                    | John Wesley Harding                                                                         | 1967                   | eigener Song             | |
| I and I                                                     | „Been so long since a strange woman has slept in my bed ...“                                                                      | Bob Dylan                                                                    | Infidels                                                                                    | 1983                   | eigener Song             | |
| I Believe in You                                            | „They ask me how I feel And if my love is real ...“                                                                               | Bob Dylan                                                                    | Slow Train Coming                                                                           | 1979                   | eigener Song             | |
| I Can’t Come in With a Broken Heart                         | „Well I go get broke down, before I bust down ...“                                                                                | Bob Dylan                                                                    | The Bootleg Series Vol. 11: The Basement Tapes Complete                                     | 2014                   | eigener Song             | |
| I Can’t Make It Alone                                       | „Well I went and booked my ticket ...“                                                                                            | Bob Dylan                                                                    | The Bootleg Series Vol. 11: The Basement Tapes Complete                                     | 2014                   | eigener Song             | |
| I Contain Multitudes                                        | „Today and tomorrow and yesterday too ...“                                                                                        | Bob Dylan                                                                    | Rough and Rowdy Ways                                                                        | 2020                   | eigener Song             | |
| I Don’t Believe You (She Acts Like We Never Have Met)       | „I can’t understand She let go of my hand ...“                                                                                    | Bob Dylan                                                                    | Another Side of Bob Dylan                                                                   | 1964                   | eigener Song             | |
| I Don’t Hurt Anymore                                        | „I don’t hurt anymore; All my teardrops are dry ...“                                                                              | Donald I. Robertson und Jack Rollins                                         | The Bootleg Series, Vol. 11: The Basement Tapes RAW                                         | 2014                   | Coversong                | |
| I Don’t Want to Do It                                       | „Looking back upon my youth ...“                                                                                                  | Bob Dylan                                                                    | Unveröffentlicht                                                                            | N/A                    | eigener Song             | Aufgenommen 1985 von George Harrison für den Film Porky’s Revenge |
| I Dreamed I Saw St. Augustine                               | „I dreamed I saw St. Augustine Alive as you or me ...“                                                                            | Bob Dylan                                                                    | John Wesley Harding                                                                         | 1967                   | eigener Song             | |
| I Feel a Change Comin’ On                                   | „Well I’m looking the world over ...“                                                                                             | Bob Dylan, Robert Hunter                                                     | Together Through Life                                                                       | 2009                   | Co-Autor                 | |
| I Forgot More Than You’ll Ever Know                         | „I forgot more than you’ll ever know about her. ...“                                                                              | C. A. Null                                                                   | Self Portrait                                                                               | 1970                   | Coversong                | |
| I Forgot to Remember to Forget                              | „I forgot to remember to forget her ...“                                                                                          | Charlie A. Feathers Stanley A. Kesler                                        | The Bootleg Series, Vol. 11: The Basement Tapes Complete                                    | 2014                   | Coversong                | |
| I Got a New Girl a.k.a. Teen Love Serenade                  | „ ...“ | Bob Dylan                                                                    | Unveröffentlicht                                                                            | N/A                    | eigener Song             | Aufgenommen von Bob Dylan’s Freud von der High School, Ric Kangas |
| I Must Love You Too Much                                    | „Well, my mama said the girl’s puttin’ you down ...“                                                                              | Bob Dylan, Helena Springs                                                    | Unveröffentlicht                                                                            | N/A                    | Co-Autor                 | Aufgenommen von The Band für ihr Album aus dem Jahr 1996 High on the Hog |
| I Pity the Poor Immigrant                                   | „I pity the poor immigrant Who wishes he would’ve stayed home ...“                                                                | Bob Dylan                                                                    | John Wesley Harding                                                                         | 1967                   | eigener Song             | |
| I Shall Be Free                                             | „Well, I took me a woman late last night ...“                                                                                     | Bob Dylan                                                                    | The Freewheelin’ Bob Dylan                                                                  | 1963                   | Coversong mit neuem Text | Ursprüngliches Lied „We Shall Be Free, Lead Belly“ |
| I Shall Be Free No. 10                                      | „I’m just average, common too ...“                                                                                                | Bob Dylan                                                                    | Another Side of Bob Dylan                                                                   | 1964                   | eigener Song             | |
| I Shall Be Released                                         | „They say ev’rything can be replaced ...“                                                                                         | Bob Dylan                                                                    | Bob Dylan’s Greatest Hits Vol. II                                                           | 1971                   | eigener Song             | |
| I Threw It All Away                                         | „I once held her in my arms ...“                                                                                                  | Bob Dylan                                                                    | Nashville Skyline                                                                           | 1969                   | eigener Song             | |
| I Wanna Be Your Lover                                       | „Well, the rainman comes with his magic wand ...“                                                                                 | Bob Dylan                                                                    | Biograph                                                                                    | 1985                   | eigener Song             | Outtake des Albums Blonde on Blonde |
| I Want You                                                  | „The guilty undertaker sighs ...“                                                                                                 | Bob Dylan                                                                    | Blonde on Blonde                                                                            | 1966                   | eigener Song             | |
| I Was Young When I Left Home                                | „I was young when I left home But I been out a-ramblin’ ‘round ...“                                                               | Traditional                                                                  | Love And Theft                                                                              | 2001                   | Coversong                | |
| I’d Hate to Be You on That Dreadful Day                     | „Well, your clock is gonna stop At Saint Peter’s gate ...“                                                                        | Bob Dylan                                                                    | The Bootleg Series Vol. 9 – The Witmark Demos: 1962–1964                                    | 2010                   | eigener Song             | |
| I’d Have You Anytime                                        | „Let me in here, I know I’ve been here ...“                                                                                       | Bob Dylan, George Harrison                                                   | Unveröffentlicht                                                                            | N/A                    | Co-Autor                 | Aufgenommen von George Harrison für sein Album aus dem Jahr 1970 All Things Must Pass |
| I’ll Be Home for Christmas                                  | „I’ll be home for Christmas You can plan on me ...“                                                                               | Walter Kent, Kim Gannon                                                      | Christmas In The Heart                                                                      | 2009                   | Coversong                | |
| I’ll Be Your Baby Tonight                                   | „Close your eyes, close the door ...“                                                                                             | Bob Dylan                                                                    | John Wesley Harding                                                                         | 1967                   | eigener Song             | |
| I’ll Keep It with Mine                                      | „You will search, babe At any cost ...“                                                                                           | Bob Dylan                                                                    | Biograph                                                                                    | 1985                   | eigener Song             | Outtake des Albums Blonde on Blonde |
| I’ll Remember You                                           | „I’ll remember you When I’ve forgotten all the rest ...“                                                                          | Bob Dylan                                                                    | Empire Burlesque                                                                            | 1985                   | eigener Song             | |
| I’m a Fool for You                                          | „I’m a fool to want you ...“ | Bob Dylan                                                                    | The Bootleg Series, Vol. 11: The Basement Tapes Complete                                    | 2014                   | eigener Song             | |
| I’m a Fool to Want You                                      | „I’m a fool to want you ...“ | Frank Sinatra, Jack Wolf und Joel Herron                                     | Shadows in the Night                                                                        | 2015                   | Coversong                | Jazzstandard |
| I’m Alright                                                 | „Now, when I call her by her name ...“                                                                                            | Bob Dylan                                                                    | The Bootleg Series, Vol. 11: The Basement Tapes RAW                                         | 2014                   | eigener Song             | |
| I’m Guilty of Loving You                                    | „ ...“ ???? | Bob Dylan                                                                    | The Bootleg Series, Vol. 11: The Basement Tapes Complete                                    | 2014                   | eigener Song             | |
| I’m in the Mood                                             | „I’m in the mood baby, I’m in the mood for love ...“                                                                              | Bernard Besman, John Lee Hooker                                              | The Bootleg Series, Vol. 11: The Basement Tapes Complete                                    | 2014                   | Coversong                | |
| I’m Not There                                               | „Thing’s all right and she’s all too tight ...“                                                                                   | Bob Dylan                                                                    | The Bootleg Series, Vol. 11: The Basement Tapes Complete                                    | 2014                   | eigener Song             | |
| I’m Your Teenage Prayer                                     | „I’m your teenage prayer Take a look at me baby ...“                                                                              | Bob Dylan                                                                    | The Bootleg Series, Vol. 11: The Basement Tapes Complete                                    | 2014                   | eigener Song             | |
| Idiot Wind                                                  | „Someone’s got it in for me, they’re planting stories in the press ...“                                                           | Bob Dylan                                                                    | Blood on the Tracks                                                                         | 1975                   | eigener Song             | |
| If Dogs Run Free                                            | „If dogs run free, then why not we ...“                                                                                           | Bob Dylan                                                                    | New Morning                                                                                 | 1970                   | eigener Song             | |
| If I Don’t Be There by Morning                              | „Blue sky upon the horizon, Private eye is on my trail ...“                                                                       | Bob Dylan, Helena Springs                                                    | Unveröffentlicht                                                                            | N/A                    | Co-Autor                 | Aufgenommen von Eric Clapton für sein Album Backless aus dem Jahr 1978 |
| If I Was A King                                             | „If I was a king, on life my in my narrow ...“                                                                                    | Bob Dylan                                                                    | The Bootleg Series Vol. 12: The Cutting Edge 1965–1966                                      | 2015                   | eigener Song             | |
| If I Were a Carpenter                                       | „If I were a carpenter You were the lady ...“                                                                                     | Tim Hardin                                                                   | The Bootleg Series, Vol. 11: The Basement Tapes Complete                                    | 2014                   | Coversong                | |
| If Not for You                                              | „If not for you Babe, I couldn’t find the door ...“                                                                               | Bob Dylan                                                                    | New Morning                                                                                 | 1970                   | eigener Song             | |
| If You Belonged to Me                                       | „Waltzing around the room tonight ...“                                                                                            | Bob Dylan Jeff Lynne Tom Petty George Harrison                               | Traveling Wilburys Vol. 3                                                                   | 1990                   | Co-Autor                 | |
| If You Ever Go to Houston                                   | „If you ever go to Houston Better walk right ...“                                                                                 | Traditional                                                                  | Together Through Life                                                                       | 2009                   | Coversong                | |
| If You Gotta Go, Go Now (Or Else You Got to Stay All Night) | „Listen to me, baby There’s something you must see ...“                                                                           | Bob Dylan                                                                    | The Bootleg Series Volumes 1–3 (Rare & Unreleased) 1961–1991                                | 1994                   | eigener Song             | Outtake des Albums Bringing It All Back Home, 1967 als Single veröffentlicht |
| If You See Her, Say Hello                                   | „If you see her, say hello, she might be in Tangier ...“                                                                          | Bob Dylan                                                                    | Blood on the Tracks                                                                         | 1975                   | eigener Song             | |
| Inside Out                                                  | „Look out your window That grass ain’t green ...“                                                                                 | Bob Dylan Jeff Lynne Tom Petty George Harrison                               | Traveling Wilburys Vol. 3                                                                   | 1990                   | Co-Autor                 | |
| In My Time of Dyin’                                         | „Well, in my time of dying don’t want nobody to mourn ...“                                                                        | Traditional                                                                  | Bob Dylan                                                                                   | 1962                   | Coversong                | Gospel, der erstmals 1927 von Blind Willie Johnson aufgenommen wurde |
| In Search of Little Sadie                                   | „Went out last night to take a little round. ...“                                                                                 | Traditional                                                                  | Self Portrait                                                                               | 1970                   | Coversong                | Folk-Ballade |
| In the Garden                                               | „When they came for Him in the garden, did they know? ...“                                                                        | Bob Dylan                                                                    | Saved                                                                                       | 1980                   | eigener Song             | |
| In the Summertime                                           | „I was in your presence for an hour or so ...“                                                                                    | Bob Dylan                                                                    | Shot of Love                                                                                | 1981                   | eigener Song             | |
| Is Your Love in Vain?                                       | „Do you love me, or are you just extending goodwill? ...“                                                                         | Bob Dylan                                                                    | Street-Legal                                                                                | 1978                   | eigener Song             | |
| Isis                                                        | „I married Isis on the fifth day of May ...“                                                                                      | Bob Dylan, Jacques Levy                                                      | Desire                                                                                      | 1976                   | Co-Autor                 | |
| It Ain’t Me Babe                                            | „Go ’way from my window ...“ | Bob Dylan                                                                    | Another Side of Bob Dylan                                                                   | 1964                   | eigener Song             | |
| It Had to be You                                            | „Why do I do just as you say? ...“                                                                                                | Isham Jones und Gus Kahn                                                     | Fallen Angels                                                                               | 2016                   | Coversong                | |
| It Hurts Me Too                                             | „I’ve got something to tell you ...“                                                                                              | Elmore James                                                                 | Self Portrait                                                                               | 1970                   | Coversong                | |
| It Takes a Lot to Laugh, It Takes a Train to Cry            | „Well, I ride on a mailtrain, baby ...“                                                                                           | Bob Dylan                                                                    | Highway 61 Revisited                                                                        | 1965                   | eigener Song             | |
| It’s All Good                                               | „Talk about me babe, if you must ...“                                                                                             | Bob Dylan, Robert Hunter                                                     | Together Through Life                                                                       | 2009                   | Co-Autor                 | |
| It’s All Over Now, Baby Blue                                | „You must leave now, take what you need, you think will last ...“                                                                 | Bob Dylan                                                                    | Bringing It All Back Home                                                                   | 1965                   | eigener Song             | |
| It’s Alright, Ma (I’m Only Bleeding)                        | „Darkness at the break of noon ...“                                                                                               | Bob Dylan                                                                    | Bringing It All Back Home                                                                   | 1965                   | eigener Song             | |
| It’s the Flight of the Bumblebee                            | „It’s the flight, the flight Of the farm bumblebee ...“                                                                           | Nikolai Rimsky-Korsakow                                                      | The Bootleg Series, Vol. 11: The Basement Tapes Complete                                    | 2014                   | Coversong                | |
| I’ve Made Up My Mind To Give Myself To You                  | „ ...“ | Bob Dylan                                                                    | Rough and Rowdy Ways                                                                        | 2020                   | eigener Song             | |
| Jack O’Diamonds                                             | „Jack O’ Di, Jack O’ Diamond Jack O’ Diamond’s a hard card to play ...“                                                           | Bob Dylan, Ben Carruthers                                                    | Unveröffentlicht                                                                            | N/A                    | Co-Autor                 | Gedicht aus den Liner notes des Albums Another Side of Bob Dylan; wurde von Fairport Convention aufgenommen |
| Jack-A-Roe                                                  | „Oh, there was a wealthy merchant, in London he did dwell. ...“                                                                   | Traditional                                                                  | World Gone Wrong                                                                            | 1993                   | Coversong                | |
| Jammin’ Me                                                  | „You got me in a corner You got me against the wall ...“                                                                          | Bob Dylan, Tom Petty, Mike Campbell                                          | Unveröffentlicht                                                                            | N/A                    | Co-Autor                 | Aufgenommen von Tom Petty für sein Album Let Me Up (I’ve Had Enough) aus dem Jahr 1987 |
| Jelly Bean                                                  | „ ...“ | Bob Dylan                                                                    | The Bootleg Series, Vol. 11: The Basement Tapes Complete                                    | 2014                   | eigener Song             | |
| Jet Pilot                                                   | „Well, she’s got Jet Pilot eyes from her hips on down. ...“                                                                       | Bob Dylan                                                                    | Biograph                                                                                    | 1985                   | eigener Song             | Outtake des Albums Blonde on Blonde |
| Jim Jones                                                   | „Come and listen for a moment, lads ...“                                                                                          | Traditional                                                                  | Good as I Been to You                                                                       | 1992                   | Coversong                | |
| Joey                                                        | „Born in Red Hook, Brooklyn, in the year of who knows when ...“                                                                   | Bob Dylan, Jacques Levy                                                      | Desire                                                                                      | 1976                   | Co-Autor                 | |
| John Brown                                                  | „John Brown went off to war to fight on a foreign shore ...“                                                                      | Bob Dylan                                                                    | MTV Unplugged                                                                               | 1995                   | Coversong mit neuem Text | Ursprüngliches Lied „Mrs. McGrath“ |
| John Wesley Harding                                         | „John Wesley Harding Was a friend to the poor ...“                                                                                | Bob Dylan                                                                    | John Wesley Harding                                                                         | 1967                   | eigener Song             | |
| Johnny Todd                                                 | „Johnny Todd he took a notion For to cross the ocean wide ...“                                                                    | Traditional                                                                  | The Bootleg Series, Vol. 11: The Basement Tapes RAW                                         | 2014                   | Coversong                | |
| Jokerman                                                    | „Standing on the waters casting your bread ...“                                                                                   | Bob Dylan                                                                    | Infidels                                                                                    | 1983                   | eigener Song             | |
| Jolene                                                      | „Well you’re comin’ down High Street, walkin’ in the sun ...“                                                                     | Bob Dylan, Robert Hunter                                                     | Together Through Life                                                                       | 2009                   | Co-Autor                 | |
| Joshua Gone Barbados                                        | „Cane standing in the fields getting old and red ...“                                                                             | Eric von Schmidt                                                             | The Bootleg Series, Vol. 11: The Basement Tapes Complete                                    | 2014                   | Coversong                | |
| Just Like a Woman                                           | „Nobody feels any pain Tonight as I stand inside the rain ...“                                                                    | Bob Dylan                                                                    | Blonde on Blonde                                                                            | 1966                   | eigener Song             | |
| Just Like Tom Thumb’s Blues                                 | „When you’re lost in the rain in Juarez ...“                                                                                      | Bob Dylan                                                                    | Highway 61 Revisited                                                                        | 1965                   | eigener Song             | |
| Katie’ Been Gone                                            | „Katie’s been gone since the spring time ...“                                                                                     | J. R. Robertson und Richard Manuel                                           | The Basement Tapes                                                                          | 1975                   | Coversong                | |
| Key West (Philosopher Pirate)                               | „McKinley hollered - McKinley squalled ...“                                                                                       | Bob Dylan                                                                    | Rough and Rowdy Ways                                                                        | 2020                   | eigener Song             | |
| Kickin’ My Dog Around                                       | „Every time I go to town ...“ | Traditional                                                                  | The Bootleg Series, Vol. 11: The Basement Tapes Complete                                    | 2014                   | Coversong                | |
| King of France                                              | „Morning rose and dangle me ...“                                                                                                  | Bob Dylan                                                                    | The Bootleg Series Vol. 11: The Basement Tapes Complete                                     | 2014                   | eigener Song             | |
| Kingsport Town                                              | „The winter wind is a blowing strong ...“                                                                                         | Traditional                                                                  | The Bootleg Series Volumes 1–3 (Rare & Unreleased) 1961–1991                                | 1991                   | Coversong                | Outtake des Albums The Freewheelin’ Bob Dylan |
| Knockin’ on Heaven’s Door                                   | „Mama, take this badge off of me ...“                                                                                             | Bob Dylan                                                                    | Pat Garrett & Billy the Kid                                                                 | 1973                   | eigener Song             | |
| Last Night                                                  | „She was there at the bar She heard my guitar ...“                                                                                | Bob Dylan Jeff Lynne Tom Petty Roy Orbison George Harrison                   | Traveling Wilburys Vol. 1                                                                   | 1988                   | Co-Autor                 | |
| Last Thoughts On Woody Guthrie                              | „When yer head gets twisted and yer mind grows numb ...“                                                                          | Bob Dylan                                                                    | The Bootleg Series Volumes 1–3 (Rare & Unreleased) 1961–1991                                | 1994                   | eigener Song             | Gedicht, live vorgetragen in einem Konzert in der Town Hall in New York City |
| Lay Down Your Weary Tune                                    | „Lay down your weary tune, lay down ...“                                                                                          | Bob Dylan                                                                    | Biograph                                                                                    | 1985                   | Coversong mit neuem Text | Ursprüngliches Lied "The Water Is Wide" / "Oh Waly, Waly" |
| Lay Lady Lay                                                | „Lay, lady, lay, lay across my big brass bed ...“                                                                                 | Bob Dylan                                                                    | Nashville Skyline                                                                           | 1969                   | eigener Song             | |
| Legionnaire’s Disease                                       | „Some say it was radiation, some say there was acid on the microphone ...“                                                        | Bob Dylan                                                                    | Unveröffentlicht                                                                            | N/A                    | eigener Song             | Songtexte wurde in Bob Dylan, Lyrics: 1962–1985 veröffentlicht |
| Lenny Bruce                                                 | „Lenny Bruce is dead but his ghost lives on and on ...“                                                                           | Bob Dylan                                                                    | Shot of Love                                                                                | 1981                   | eigener Song             | |
| Leopard-Skin Pill-Box Hat                                   | „Well, I see you got your brand new leopard-skin pill-box hat ...“                                                                | Bob Dylan                                                                    | Blonde on Blonde                                                                            | 1966                   | eigener Song             | |
| Let It Be Me                                                | „I bless the day I found you ...“                                                                                                 | Gilbert Bécaud und Pierre Delanoë                                            | Self Portrait                                                                               | 1970                   | Coversong                | Basiert auf dem französischen Chanson Je t’appartiens |
| Let Me Die In My Footsteps                                  | „I will not go down under the ground ...“                                                                                         | Bob Dylan                                                                    | The Bootleg Series Volumes 1–3 (Rare & Unreleased) 1961–1991                                | 1994                   | eigener Song             | Outtake des Albums The Freewheelin’ Bob Dylan |
| Let’s Keep It Between Us                                    | „Let’s keep it between us ...“ | Bob Dylan                                                                    | Unveröffentlicht                                                                            | N/A                    | eigener Song             | Aufgenommen von Bonnie Raitt in ihrem Album Green Light aus dem Jahr 1982 |
| Let’s Stick Together                                        | „Well, a young marriage vow, you know, it’s very sacred ...“                                                                      | Wilbert Harrison                                                             | Down In The Groove                                                                          | 1988                   | Coversong                | |
| License to Kill                                             | „Man thinks ’cause he rules the earth he can do with it as he please ...“                                                         | Bob Dylan                                                                    | Infidels                                                                                    | 1983                   | eigener Song             | |
| Life Is Hard                                                | „The evening winds are still ...“                                                                                                 | Bob Dylan, Robert Hunter                                                     | Together Through Life                                                                       | 2009                   | Co-Autor                 | |
| Like a Rich Man’s Son                                       | „ ...“ | Bob Dylan                                                                    | Unveröffentlicht                                                                            | N/A                    | eigener Song             | |
| Like a Rolling Stone                                        | „Once upon a time you dressed so fine ...“                                                                                        | Bob Dylan                                                                    | Highway 61 Revisited                                                                        | 1965                   | eigener Song             | |
| Like a Ship                                                 | „Like a ship on the sea, her love rose over me ...“                                                                               | Bob Dylan Jeff Lynne Tom Petty George Harrison                               | The Traveling Wilburys Collection                                                           | 2007                   | Co-Autor                 | |
| Lily of the West                                            | „When first i came to louisville, some pleasure there to find ...“                                                                | E. Davies und J. Peterson                                                    | Dylan – A Fool Such as I                                                                    | 1973                   | Coversong                | |
| Lily, Rosemary and the Jack of Hearts                       | „The festival was over, the boys were all plannin’ for a fall ...“                                                                | Bob Dylan                                                                    | Blood on the Tracks                                                                         | 1975                   | eigener Song             | |
| Little Drummer Boy                                          | „Come they told me Pa rum pum pum pum ...“                                                                                        | amerikanisches Weihnachtslied                                                | Christmas In The Heart                                                                      | 2009                   | Coversong                | |
| Little Maggie                                               | „Oh, where is little Maggie ...“                                                                                                  | Traditional                                                                  | Good as I Been to You                                                                       | 1992                   | Coversong                | |
| Little Sadie                                                | „Went out last night to take a little round ...“                                                                                  | Traditional                                                                  | Self Portrait                                                                               | 1970                   | Coversong                | |
| Liverpool Gal                                               | „When first I came to London town ...“                                                                                            | Bob Dylan                                                                    | Unveröffentlicht                                                                            | N/A                    | eigener Song             | Songtexte veröffentlicht in „In His Own Words 2“ |
| Living the Blues                                            | „Since you’ve been gone ...“ | Melvin Endsley                                                               | Self Portrait                                                                               | 1970                   | Coversong                | |
| Lo and Behold!                                              | „I pulled out for San Anton’ ...“                                                                                                 | Bob Dylan                                                                    | The Basement Tapes                                                                          | 1975                   | eigener Song             | |
| Lock Your Door                                              | „ ...“ | Bob Dylan                                                                    | The Bootleg Series Vol. 11: The Basement Tapes Complete                                     | 2014                   | eigener Song             | |
| Lone Pilgrim                                                | „I came to the place where the lone pilgrim lay ...“                                                                              | B.F. White und Adger M. Pace                                                 | World Gone Wrong                                                                            | 1993                   | Coversong                | |
| Lonesome Day Blues                                          | „Well, today has been a sad ol’ lonesome day ...“                                                                                 | Bob Dylan                                                                    | Love and Theft                                                                              | 2001                   | eigener Song             | |
| Long Ago, Far Away                                          | „To preach of peace and brotherhood ...“                                                                                          | Bob Dylan                                                                    | The Bootleg Series Vol. 9 – The Witmark Demos: 1962–1964                                    | 2010                   | eigener Song             | |
| Long and Wasted Years                                       | „It’s been such a long, long time ...“                                                                                            | Bob Dylan                                                                    | Tempest                                                                                     | 2012                   | eigener Song             | |
| Long Distance Operator                                      | „Long-distance operator Place this call, it’s not for fun ...“                                                                    | Bob Dylan                                                                    | The Basement Tapes                                                                          | 1975                   | eigener Song             | Aufgenommen von The Band |
| Long Time Gone                                              | „My parents raised me tenderly I was their only son ...“                                                                          | Traditional                                                                  | The Bootleg Series Vol. 9 – The Witmark Demos: 1962–1964                                    | 2010                   | Coversong                | |
| Lord Protect My Child                                       | „For his age, he’s wise He’s got his mother’s eyes ...“                                                                           | Bob Dylan                                                                    | The Bootleg Series Volumes 1–3 (Rare & Unreleased) 1961–1991                                | 1994                   | eigener Song             | Outtake des Albums Infidels |
| Love Henry                                                  | „„Get down, get down, Love Henry,“ she cried ...“                                                                                 | Traditional                                                                  | World Gone Wrong                                                                            | 1993                   | Coversong                | |
| Love Is Just a Four-Letter Word                             | „Seems like only yesterday ...“                                                                                                   | Bob Dylan                                                                    | Unveröffentlicht                                                                            | N/A                    | eigener Song             | Songtext gedruckt in Bob Dylan, Lyrics: 1962–1985, unter Bringing It All Back Home. Bekannt in der Coverversion von Joan Baez |
| Love is Only Mine                                           | „Sun on the edge Make my home in ...“                                                                                             | Bob Dylan                                                                    | The Bootleg Series, Vol. 11: The Basement Tapes Complete                                    | 2014                   | eigener Song             | |
| Love Minus Zero/No Limit                                    | „My love she speaks like silence ...“                                                                                             | Bob Dylan                                                                    | Bringing It All Back Home                                                                   | 1965                   | eigener Song             | |
| Love Rescue Me                                              | „Love rescue me Come forth and speak to me ...“                                                                                   | Bob Dylan, U2                                                                | Unveröffentlicht                                                                            | N/A                    | eigener Song             | Aufgenommen von U2 für ihr Album Rattle and Hum |
| Love Sick                                                   | „I’m walking through streets that are dead ...“                                                                                   | Bob Dylan                                                                    | Time Out of Mind                                                                            | 1997                   | eigener Song             | |
| Lunatic Princess (Why Do You Have to Be So Frantic?)        | „Why should you have to be so frantic ...“                                                                                        | Bob Dylan                                                                    | The Bootleg Series Vol. 12: The Cutting Edge 1965–1966                                      | 2015                   | eigener Song             | Outtake des Albums Blonde on Blonde |
| Maggie’s Farm                                               | „I ain’t gonna work on Maggie’s farm no more ...“                                                                                 | Bob Dylan                                                                    | Bringing It All Back Home                                                                   | 1965                   | eigener Song             | |
| Main Title Theme (Billy)                                    | – | Bob Dylan                                                                    | Pat Garrett & Billy the Kid                                                                 | 1973                   | eigener Song             | Instrumental |
| Make You Feel My Love                                       | „When the rain is blowing in your face ...“                                                                                       | Bob Dylan                                                                    | Time Out of Mind                                                                            | 1997                   | eigener Song             | |
| Mama, You Been on My Mind                                   | „Perhaps it’s the color of the sun cut flat ...“                                                                                  | Bob Dylan                                                                    | The Bootleg Series Volumes 1–3 (Rare & Unreleased) 1961–1991                                | 1994                   | eigener Song             | Outtake des Albums Another Side of Bob Dylan |
| Man Gave Names to All the Animals                           | „Man gave names to all the animals ...“                                                                                           | Bob Dylan                                                                    | Slow Train Coming                                                                           | 1979                   | eigener Song             | |
| Man in the Long Black Coat                                  | „Crickets are chirpin’, the water is high ...“                                                                                    | Bob Dylan                                                                    | Oh Mercy                                                                                    | 1989                   | eigener Song             | |
| Man of Constant Sorrow                                      | „I am a man of constant sorrow ...“                                                                                               | Traditional                                                                  | Bob Dylan                                                                                   | 1962                   | Coversong                | |
| Man of Peace                                                | „Look out your window, baby, there’s a scene you’d like to catch ...“                                                             | Bob Dylan                                                                    | Infidels                                                                                    | 1983                   | eigener Song             | |
| Man on the Street                                           | „I’ll sing you a song, ain’t very long ...“                                                                                       | Bob Dylan                                                                    | The Bootleg Series Volumes 1–3 (Rare & Unreleased) 1961–1991                                | 1994                   | eigener Song             | Outtake des Albums Bob Dylan |
| Marchin’ to the City                                        | „Well I’m sitting in church ...“                                                                                                  | Bob Dylan                                                                    | The Bootleg Series Vol. 8: Tell Tale Signs                                                  | 2008                   | eigener Song             | Outtake des Albums Time Out of Mind |
| Margarita                                                   | „Margarita, ah Margarita, ah Oh It was in Pittsburgh late one night ...“                                                          | Bob Dylan Jeff Lynne Tom Petty Roy Orbison George Harrison                   | Traveling Wilburys Vol. 1                                                                   | 1988                   | Co-Autor                 | |
| Mary and the Soldier                                        | „Mary and the Soldier ...“ | Traditional                                                                  | The Bootleg Series Vol. 8: Tell Tale Signs                                                  | 2008                   | Coversong                | |
| Mary Ann                                                    | „Oh fare thee well my own true love ...“                                                                                          | Traditional                                                                  | Dylan – A Fool Such as I                                                                    | 1973                   | Coversong                | |
| Mary Lou, I Love You Too                                    | „Well I been inside but I’m living like morning low ...“                                                                          | Bob Dylan                                                                    | The Bootleg Series, Vol. 11: The Basement Tapes Complete                                    | 2014                   | eigener Song             | |
| Masquerade                                                  | „ ...“ | Bob Dylan, Gerry Goffin                                                      | Unveröffentlicht                                                                            | N/A                    | Co-Autor                 | Aufgenommen von Gerry Goffin für sein Album, Back Room Blood |
| Masters of War                                              | „Come you masters of war ...“ | Bob Dylan                                                                    | The Freewheelin’ Bob Dylan                                                                  | 1963                   | Coversong mit neuem Text | Ursprüngliches Lied „Nottamun Town“ |
| Maxine                                                      | „It was late in the month of November ...“                                                                                        | Bob Dylan Jeff Lynne Tom Petty George Harrison                               | The Traveling Wilburys Collection                                                           | 2007                   | Co-Autor                 | |
| Maybe Someday                                               | „Maybe someday you’ll be satisfied ...“                                                                                           | Bob Dylan                                                                    | Knocked Out Loaded                                                                          | 1986                   | eigener Song             | |
| Maybe You’ll Be There                                       | „Each time I see a crowd of people ...“                                                                                           | Rube Bloom und Sammy Gallop                                                  | Fallen Angels                                                                               | 2016                   | Coversong                | |
| Medicine Sunday                                             | „Well, that midnight train pulled on all down the track ...“                                                                      | Bob Dylan                                                                    | The Bootleg Series Vol. 12: The Cutting Edge 1965–1966 Collector’s Edition                  | 2015                   | eigener Song             | Frühe Version von „Temporary Like Achilles“; Outtake des Albums Blonde on Blonde |
| Meet Me in the Morning                                      | „Meet me in the morning, 56th and Wabasha ...“                                                                                    | Bob Dylan                                                                    | Blood on the Tracks                                                                         | 1975                   | eigener Song             | |
| Melancholy Mood                                             | „Melancholy mood Forever haunts me ...“                                                                                           | Vick R. Knight, Sr. und Walter Schumann                                      | Fallen Angels                                                                               | 2016                   | Coversong                | |
| Million Dollar Bash                                         | „Well, that big dumb blonde ...“                                                                                                  | Bob Dylan                                                                    | The Basement Tapes                                                                          | 1975                   | eigener Song             | |
| Million Miles                                               | „You took a part of me that I really miss ...“                                                                                    | Bob Dylan                                                                    | Time Out of Mind                                                                            | 1997                   | eigener Song             | |
| Minstrel Boy                                                | „Who’s gonna throw that minstrel boy a coin? ...“                                                                                 | Bob Dylan                                                                    | Self Portrait                                                                               | 1970                   | eigener Song             | Live aufgenommen beim Isle of Wight Festival |
| Miss the Mississippi                                        | „I’m growing tired of the big city lights ...“                                                                                    | Bob Dylan                                                                    | The Bootleg Series, Vol 8: Tell Tale Signs                                                  | 2008                   | eigener Song             | |
| Mississippi                                                 | „Every step of the way we walk the line ...“                                                                                      | Bob Dylan                                                                    | Love and Theft                                                                              | 2001                   | eigener Song             | |
| Mixed-Up Confusion                                          | „I got mixed up confusion ...“ | Bob Dylan                                                                    | Biograph                                                                                    | 1985                   | eigener Song             | Single aus dem Jahr 1962 |
| Money Blues                                                 | „Sittin’ here thinkin’ Where does the money go ...“                                                                               | Bob Dylan, Jacques Levy                                                      | Unveröffentlicht                                                                            | N/A                    | Co-Autor                 | Songtext gedruckt in Bob Dylan, Lyrics: 1962–1985, unter Desire |
| Moonlight                                                   | „The seasons they are turnin’ and my sad heart is yearnin’ ...“                                                                   | Bob Dylan                                                                    | Love and Theft                                                                              | 2001                   | eigener Song             | |
| Moonshiner                                                  | „I’ve been a moonshiner, For seventeen long years ...“                                                                            | Traditional                                                                  | The Bootleg Series Volumes 1–3 (Rare & Unreleased) 1961–1991                                | 1991                   | Coversong                | |
| Most Likely You Go Your Way And I’ll Go Mine                | „You say you love me And you’re thinkin’ of me ...“                                                                               | Bob Dylan                                                                    | Blonde on Blonde                                                                            | 1966                   | eigener Song             | |
| Most of the Time                                            | „Most of the time I’m clear focused all around ...“                                                                               | Bob Dylan                                                                    | Oh Mercy                                                                                    | 1989                   | eigener Song             | |
| Mother Of Muses                                             | „Mother of Muses sing for me ...“                                                                                                 | Bob Dylan                                                                    | Rough and Rowdy Ways                                                                        | 2020                   | eigener Song             | |
| Motorpsycho Nitemare                                        | „I pounded on a farmhouse Lookin’ for a place to stay ...“                                                                        | Bob Dylan                                                                    | Another Side of Bob Dylan                                                                   | 1964                   | eigener Song             | |
| Mozambique                                                  | „I like to spend some time in Mozambique ...“                                                                                     | Bob Dylan, Jacques Levy                                                      | Desire                                                                                      | 1976                   | Co-Autor                 | |
| Mr. Blue                                                    | „Our guardian star lost all his glow ...“                                                                                         | Dewayne Blackwell                                                            | The Bootleg Series, Vol. 11: The Basement Tapes Complete                                    | 2014                   | Coversong                | |
| Mr. Bojangles                                               | „I knew a man Bojangles and he’d dance for you in worn out shoes ...“                                                             | Jerry Jeff Walker                                                            | Dylan – A Fool Such as I                                                                    | 1973                   | Coversong                | |
| Mr. Tambourine Man                                          | „Hey! Mr. Tambourine Man, play a song for me ...“                                                                                 | Bob Dylan                                                                    | Bringing It All Back Home                                                                   | 1965                   | eigener Song             | |
| Murder Most Foul                                            | „‘Twas a dark day in Dallas - November ‘63 ...“                                                                                   | Bob Dylan                                                                    | Rough and Rowdy Ways                                                                        | 2020                   | eigener Song             | Vorab als Single veröffentlicht |
| Must Be Santa                                               | „Who’s got a beard that’s long and white? ...“                                                                                    | Hal Moore und Bill Fredericks                                                | Christmas In The Heart                                                                      | 2009                   | Coversong                | |
| My Back Pages                                               | „Crimson flames tied through my ears ...“                                                                                         | Bob Dylan                                                                    | Another Side of Bob Dylan                                                                   | 1964                   | eigener Song             | |
| My Bucket’s Got a Hole in It                                | „Yea! My bucket’s got a hole in it ...“                                                                                           | Clarence Williams                                                            | The Bootleg Series, Vol. 11: The Basement Tapes Complete                                    | 2014                   | Coversong                | |
| My Own Version Of You                                       | „All through the summers and into January ...“                                                                                    | Bob Dylan                                                                    | Rough and Rowdy Ways                                                                        | 2020                   | eigener Song             | |
| My Previous Life                                            | „ ...“ | Bob Dylan                                                                    | Unveröffentlicht                                                                            | N/A                    | eigener Song             | Outtake des Albums New Morning |
| My Wife’s Home Town                                         | „Well, I didn’t come here to deal with a doggone thing ...“                                                                       | Willie Dixon, Bob Dylan, Robert Hunter                                       | Together Through Life                                                                       | 2009                   | Co-Autor                 | |
| My Woman She’s A-Leavin’                                    | „ ...“ | Louis Myers und Ernest Lawlars                                               | The Bootleg Series, Vol. 11: The Basement Tapes Complete                                    | 2014                   | Coversong                | |
| Narrow Way                                                  | „I’m gonna walk across the desert ‘til I’m in my right mind ...“                                                                  | Bob Dylan                                                                    | Tempest                                                                                     | 2012                   | eigener Song             | |
| Nashville Skyline Rag                                       | – | Bob Dylan                                                                    | Nashville Skyline                                                                           | 1969                   | eigener Song             | Instrumental |
| Need a Woman                                                | „It’s been raining in the trenches all day long, dripping down to my clothes ...“                                                 | Bob Dylan                                                                    | The Bootleg Series Volumes 1–3 (Rare & Unreleased) 1961–1991                                | 1994                   | eigener Song             | Outtake des Albums Shot of Love |
| Neighborhood Bully                                          | „Well, the neighborhood bully, he’s just one man ...“                                                                             | Bob Dylan                                                                    | Infidels                                                                                    | 1983                   | eigener Song             | |
| Nettie Moore                                                | „Lost John sitting on a railroad track ...“                                                                                       | Traditional                                                                  | Modern Times                                                                                | 2006                   | Coversong                | |
| Never Gonna Be the Same Again                               | „Now you’re here beside me, baby ...“                                                                                             | Bob Dylan                                                                    | Empire Burlesque                                                                            | 1985                   | eigener Song             | |
| Never Let Me Go                                             | „Just let me love you tonight ...“                                                                                                | Joseph Scott                                                                 | Bob Dylan – The Rolling Thunder Revue: The 1975 Live Recordings                             | 2019                   | Coversong                | |
| Never Say Goodbye                                           | „Twilight on the frozen lake ...“                                                                                                 | Bob Dylan                                                                    | Planet Waves                                                                                | 1974                   | eigener Song             | |
| Nevertheless (I’m in Love with You)                         | „Maybe I’m right and maybe I’m wrong ...“                                                                                         | Harry Ruby und Bert Kalmar                                                   | Fallen Angels                                                                               | 2016                   | Coversong                | |
| New Blue Moon                                               | „I don’t want nothing Nothing but you. ...“                                                                                       | Bob Dylan, Jeff Lynne, Tom Petty, George Harrison                            | Traveling Wilburys Vol. 3                                                                   | 1990                   | Co-Autor                 | |
| New Morning                                                 | „Can’t you hear that rooster crowin’? ...“                                                                                        | Bob Dylan                                                                    | New Morning                                                                                 | 1970                   | eigener Song             | |
| New Pony                                                    | „Once I had a pony, her name was Lucifer ...“                                                                                     | Bob Dylan                                                                    | Street-Legal                                                                                | 1978                   | eigener Song             | |
| Next Time on the Highway                                    | „First time on the highway I was six years old ...“                                                                               | Bob Dylan                                                                    | The Bootleg Series Vol. 11: The Basement Tapes Complete                                     | 2014                   | eigener Song             | |
| Night After Night                                           | „Night after night you wander the streets of my mind ...“                                                                         | Bob Dylan                                                                    | Hearts of Fire                                                                              | 1986                   | eigener Song             | |
| Ninety Miles an Hour (Down a Dead End Street)               | „I took you home from a party and we kissed in fun ...“                                                                           | H. Blair und D. Robertson                                                    | Down In The Groove                                                                          | 1988                   | Coversong                | |
| No More Auction Block                                       | „No more auction block for me ...“                                                                                                | Spiritual                                                                    | The Bootleg Series Volumes 1–3 (Rare & Unreleased) 1961–1991                                | 1991                   | Coversong                | |
| No Time to Think                                            | „In death, you face life with a child and a wife ...“                                                                             | Bob Dylan                                                                    | Street-Legal                                                                                | 1978                   | eigener Song             | |
| Nobody ’Cept You                                            | „There’s nothing ’round here I believe in ’Cept you, yeah you ...“                                                                | Bob Dylan                                                                    | The Bootleg Series Volumes 1–3 (Rare & Unreleased) 1961–1991                                | 1994                   | eigener Song             | Outtake des Albums Planet Waves |
| North Country Blues                                         | „Come gather ’round friends and I’ll tell you a tale ...“                                                                         | Bob Dylan                                                                    | The Times They Are a-Changin’                                                               | 1964                   | eigener Song             | |
| Northern Claim                                              | „Well I took a first built engine on a travelling charge ...“                                                                     | Bob Dylan                                                                    | The Bootleg Series, Vol. 11: The Basement Tapes Complete                                    | 2014                   | eigener Song             | |
| Not Alone Any More                                          | „You always said that I’d be back again ...“                                                                                      | Bob Dylan Jeff Lynne Tom Petty Roy Orbison George Harrison                   | Traveling Wilburys Vol. 1                                                                   | 1988                   | Co-Autor                 | |
| Not Dark Yet                                                | „Shadows are falling and I’ve been here all day ...“                                                                              | Bob Dylan                                                                    | Time Out of Mind                                                                            | 1997                   | eigener Song             | |
| Nothing Was Delivered                                       | „Nothing was delivered And I tell this truth to you ...“                                                                          | Bob Dylan                                                                    | The Basement Tapes                                                                          | 1975                   | eigener Song             | |
| O’ Come All Ye Faithful (Adeste Fideles)                    | „O come, all ye faithful Joyful and triumphant ...“                                                                               | traditionelles Weihnachtslied                                                | Christmas In The Heart                                                                      | 2009                   | Coversong                | |
| O’ Little Town of Bethlehem                                 | „Oh, little town of Bethlehem How still we see thee lie ...“                                                                      | traditionelles Weihnachtslied                                                | Christmas In The Heart                                                                      | 2009                   | Coversong                | |
| Obviously 5 Believers                                       | „Early in the mornin’ ...“ | Bob Dylan                                                                    | Blonde on Blonde                                                                            | 1966                   | eigener Song             | |
| Odds and Ends                                               | „I plan it all and I take my place ...“                                                                                           | Bob Dylan                                                                    | The Basement Tapes                                                                          | 1975                   | eigener Song             | |
| Oh, Sister                                                  | „Oh, sister, when I come to lie in your arms ...“                                                                                 | Bob Dylan, Jacques Levy                                                      | Desire                                                                                      | 1976                   | Co-Autor                 | |
| Ol’ Roisin the Beau                                         | „I’ve travelled all over this world ...“                                                                                          | Traditional                                                                  | The Bootleg Series, Vol. 11: The Basement Tapes Complete                                    | 2014                   | Coversong                | |
| On a Little Street in Singapore                             | „On a little street in Singapore We’d meet beside a lotus-covered door ...“                                                       | Peter DeRose und Billy Hill                                                  | Fallen Angels                                                                               | 2016                   | Coversong                | |
| On a Night Like This                                        | „On a night like this So glad you came around ...“                                                                                | Bob Dylan                                                                    | Planet Waves                                                                                | 1974                   | eigener Song             | |
| On a Rainy Afternoon                                        | „Now she’s walkin’ in the morning ...“                                                                                            | Bob Dylan                                                                    | The Bootleg Series Vol. 11: The Basement Tapes Complete                                     | 2014                   | eigener Song             | |
| On a Rainy Night                                            | „ ...“ | Bob Dylan                                                                    | Unveröffentlicht                                                                            | N/A                    | eigener Song             | |
| On the Road Again                                           | „Well, I woke up in the morning ...“                                                                                              | Bob Dylan                                                                    | Bringing It All Back Home                                                                   | 1965                   | eigener Song             | |
| One for the Road                                            | „One for the road One for my baby ...“                                                                                            | Bob Dylan                                                                    | The Bootleg Series Vol. 11: The Basement Tapes Complete                                     | 2014                   | eigener Song             | |
| One Kind Favor                                              | „Kind favor I’ll ask of you ...“                                                                                                  | Traditional                                                                  | The Bootleg Series, Vol. 11: The Basement Tapes Complete                                    | 2014                   | Coversong                | |
| One Man’s Loss                                              | „One man’s loss always is another man’s gain ...“                                                                                 | Bob Dylan                                                                    | The Bootleg Series Vol. 11: The Basement Tapes Complete                                     | 2014                   | eigener Song             | |
| One More Cup of Coffee (Valley Below)                       | „Your breath is sweet ...“ | Bob Dylan                                                                    | Desire                                                                                      | 1976                   | eigener Song             | |
| One More Night                                              | „One more night, the stars are in sight ...“                                                                                      | Bob Dylan                                                                    | Nashville Skyline                                                                           | 1969                   | eigener Song             | |
| One More Weekend                                            | „Slippin’ and slidin’ like a weasel on the run ...“                                                                               | Bob Dylan                                                                    | New Morning                                                                                 | 1970                   | eigener Song             | |
| One of Us Must Know (Sooner or Later)                       | „I didn’t mean to treat you so bad ...“                                                                                           | Bob Dylan                                                                    | Blonde on Blonde                                                                            | 1966                   | eigener Song             | |
| One Too Many Mornings                                       | „Down the street the dogs are barkin’ ...“                                                                                        | Bob Dylan                                                                    | The Times They Are a-Changin’                                                               | 1964                   | eigener Song             | |
| Only a Hobo                                                 | „As I was out walking on a corner one day ...“                                                                                    | Traditional                                                                  | The Bootleg Series Volumes 1–3 (Rare & Unreleased) 1961–1991                                | 1994                   | eigener Song             | Outtake des Albums The Times They Are A-Changin’ |
| Only a Pawn in Their Game                                   | „A bullet from the back of a bush took Medgar Evers’ blood ...“                                                                   | Bob Dylan                                                                    | The Times They Are a-Changin’                                                               | 1964                   | eigener Song             | |
| Open the Door, Homer                                        | „Now, there’s a certain thing ...“                                                                                                | Bob Dylan                                                                    | The Basement Tapes                                                                          | 1975                   | eigener Song             | |
| Orange Juice Blues (Blues for Breakfast)                    | „I had a hard time waking this morning ...“                                                                                       | Richard Manuel                                                               | The Basement Tapes                                                                          | 1975                   | Coversong                | |
| Outlaw Blues                                                | „Ain’t it hard to stumble ...“ | Bob Dylan                                                                    | Bringing It All Back Home                                                                   | 1965                   | eigener Song             | |
| Oxford Town                                                 | „Oxford Town, Oxford Town Ev’rybody’s got their heads bowed down ...“                                                             | Bob Dylan                                                                    | The Freewheelin’ Bob Dylan                                                                  | 1963                   | eigener Song             | |
| Paths of Victory                                            | „Trails of troubles Roads of battles ...“                                                                                         | Bob Dylan                                                                    | The Bootleg Series Volumes 1–3 (Rare & Unreleased) 1961–1991                                | 1994                   | eigener Song             | Outtake des Albums The Times They Are A-Changin’ |
| Patty’s Gone to Laredo                                      | „Patty’s gone to Laredo but she’d be back soon ...“                                                                               | Bob Dylan                                                                    | Bob Dylan – The Rolling Thunder Revue: The 1975 Live Recordings                             | 2019                   | eigener Song             | Lied aus dem Bob Dylan Film „Renaldo and Clara“ |
| Pay in Blood                                                | „Well I`m grinding my life away, steady and sure ...“                                                                             | Bob Dylan                                                                    | Tempest                                                                                     | 2012                   | eigener Song             | |
| Peco’s Blues                                                | – | Bob Dylan                                                                    | Unveröffentlicht                                                                            | N/A                    | eigener Song             | Instrumental; Outtake des Albums Pat Garrett & Billy the Kid |
| Peggy Day                                                   | „Peggy Day stole my poor heart away ...“                                                                                          | Bob Dylan                                                                    | Nashville Skyline                                                                           | 1969                   | eigener Song             | |
| People Get Ready                                            | „People get ready, there’s a train a-comin’ ...“                                                                                  | Curtis Mayfield                                                              | The Bootleg Series, Vol. 11: The Basement Tapes Complete                                    | 2014                   | Coversong                | |
| Percy’s Song                                                | „Bad news, bad news Come to me where I sleep ...“                                                                                 | Bob Dylan                                                                    | Biograph                                                                                    | 1985                   | eigener Song             | |
| Playboys and Playgirls                                      | „Oh, ye playboys and playgirls ...“                                                                                               | Bob Dylan                                                                    | Newport Broadside                                                                           | 1964                   | eigener Song             | Song ist auf dem Kompilationsalbum Newport Broadside zu hören |
| Please, Mrs. Henry                                          | „Well, I’ve already had two beers ...“                                                                                            | Bob Dylan                                                                    | The Basement Tapes                                                                          | 1975                   | eigener Song             | |
| Pledging My Time                                            | „Well, early in the mornin’ ’Til late at night…“                                                                                  | Bob Dylan                                                                    | Blonde on Blonde                                                                            | 1966                   | eigener Song             | |
| Po’ Boy                                                     | „Man comes to the door—I say, “For whom are you looking?” ...“                                                                    | Bob Dylan                                                                    | Love and Theft                                                                              | 2001                   | eigener Song             | |
| Po’ Lazarus                                                 | „Oh, the new sheriff sent a letter ...“                                                                                           | Traditional                                                                  | The Bootleg Series, Vol. 11: The Basement Tapes Complete                                    | 2014                   | Coversong                | |
| Political World                                             | „We live in a political world ...“                                                                                                | Bob Dylan                                                                    | Oh Mercy                                                                                    | 1989                   | eigener Song             | |
| Polka Dots and Moonbeams                                    | „A country dance was being held in a garden ...“                                                                                  | Jimmy van Heusen und Johnny Burke                                            | Fallen Angels                                                                               | 2016                   | Coversong                | |
| Poor Boy Blues                                              | „Mm, tell mama Where’d ya sleep last night? ...“                                                                                  | Traditional                                                                  | The Bootleg Series Vol. 9 – The Witmark Demos: 1962–1964                                    | 2010                   | Coversong                | |
| Poor House                                                  | „You walk in, half past nine Lookin’ like a queen ...“                                                                            | Bob Dylan, Jeff Lynne, Tom Petty, George Harrison                            | Traveling Wilburys Vol. 3                                                                   | 1990                   | Co-Autor                 | |
| Positively 4th Street                                       | „You got a lotta nerve To say you are my friend ...“                                                                              | Bob Dylan                                                                    | Bob Dylan’s Greatest Hits                                                                   | 1967                   | eigener Song             | Single aus dem Jahr 1965 |
| Positively Van Gogh                                         | „When I’d ask why the painting was deadly ...“                                                                                    | Bob Dylan                                                                    | The Bootleg Series Vol. 12: The Cutting Edge 1965–1966                                      | 2015                   | eigener Song             | Aufgenommen am 13. März 1966 in einem Hotelzimmer in Denver, auch bekannt als Definitely Van Gogh |
| Precious Angel                                              | „Precious angel, under the sun ...“                                                                                               | Bob Dylan                                                                    | Slow Train Coming                                                                           | 1979                   | eigener Song             | |
| Precious Memories                                           | „As I travel down life’s pathway ...“                                                                                             | Traditional                                                                  | Knocked Out Loaded                                                                          | 1986                   | Coversong                | |
| Pressing On                                                 | „Well I’m pressing on Yes, I’m pressing on ...“                                                                                   | Bob Dylan                                                                    | Saved                                                                                       | 1980                   | eigener Song             | |
| Pretty Mary                                                 | „My horses ain’t hungry, they won’t eat your hay ...“                                                                             | Traditional                                                                  | The Bootleg Series, Vol. 11: The Basement Tapes Complete                                    | 2014                   | Coversong                | |
| Pretty Peggy-O                                              | „I’ve been around this whole country ...“                                                                                         | Traditional                                                                  | Bob Dylan                                                                                   | 1962                   | Coversong                | |
| Pretty Saro                                                 | „Down in some lone valley In a sad lonesome place ...“                                                                            | Traditional                                                                  | The Bootleg Series, Vol. 10: Another Self Portrait                                          | 2013                   | Coversong                | |
| Property of Jesus                                           | „Go ahead and talk about him because he makes you doubt ...“                                                                      | Bob Dylan                                                                    | Shot of Love                                                                                | 1981                   | eigener Song             | |
| Queen Jane Approximately                                    | „When your mother sends back all your invitations ...“                                                                            | Bob Dylan                                                                    | Highway 61 Revisited                                                                        | 1965                   | eigener Song             | |
| Quinn the Eskimo (The Mighty Quinn)                         | „Ev’rybody’s building the big ships and the boats ...“                                                                            | Bob Dylan                                                                    | Biograph                                                                                    | 1985                   | eigener Song             | |
| Quit Your Low Down Ways                                     | „Oh, you can read out your Bible ...“                                                                                             | Traditional                                                                  | The Bootleg Series Volumes 1–3 (Rare & Unreleased) 1961–1991                                | 1994                   | Coversong                | Outtake des Albums The Freewheelin’ Bob Dylan |
| Ragged & Dirty                                              | „Lord, I’m broke, I’m hungry, ragged and dirty too ...“                                                                           | Traditional                                                                  | World Gone Wrong                                                                            | 1993                   | Coversong                | |
| Railroad Bill                                               | „Railroad Bill, Railroad Bill He never worked, and he never will ...“                                                             | Traditional                                                                  | The Bootleg Series, Vol. 10: Another Self Portrait                                          | 2013                   | Coversong                | |
| Rainy Day Women No. 12 & 35                                 | „Well, they’ll stone ya when you’re trying to be so good ...“                                                                     | Bob Dylan                                                                    | Blonde on Blonde                                                                            | 1966                   | eigener Song             | |
| Rake and Ramblin’ Boy                                       | „I’m a Rake And a Ramblin’ Boy ...“                                                                                               | Traditional                                                                  | Bob Dylan – The Rolling Thunder Revue: The 1975 Live Recordings                             | 2019                   | Coversong                | |
| Rambler, Gambler                                            | „I’m a rambler, I’m a gambler ...“                                                                                                | Traditional                                                                  | The Bootleg Series, Vol 7: No Direction Home                                                | 2005                   | Coversong                | |
| Ramblin’ Down Through the World                             | „Well I’m just one of them rambling boys ...“                                                                                     | Bob Dylan                                                                    | The 50th Anniversary Collection 1963                                                        | 2013                   | eigener Song             | Live gespielt am 12. April 1963 in der Town Hall in New York City |
| Rambling, Gambling Willie                                   | „Come around you rovin’ gamblers and a story I will tell ...“                                                                     | Bob Dylan                                                                    | The Bootleg Series Volumes 1–3 (Rare & Unreleased) 1961–1991                                | 1994                   | eigener Song             | Outtake des Albums The Freewheelin’ Bob Dylan |
| Rank Strangers to Me                                        | „I wandered again to my home in the mountain ...“                                                                                 | Albert E. Brumley                                                            | Down In The Groove                                                                          | 1988                   | Coversong                | |
| Rattled                                                     | „Well, I get rattled every time we meet ...“                                                                                      | Bob Dylan Jeff Lynne Tom Petty Roy Orbison George Harrison                   | Traveling Wilburys Vol. 1                                                                   | 1988                   | Co-Autor                 | |
| Red River Shore                                             | „Some of us turn off the lights and we live ...“                                                                                  | Bob Dylan                                                                    | The Bootleg Series Vol. 8: Tell Tale Signs                                                  | 2008                   | eigener Song             | Outtake des Albums Time Out of Mind |
| Restless Farewell                                           | „Oh all the money that in my whole life I did spend ...“                                                                          | Bob Dylan                                                                    | The Times They Are a-Changin’                                                               | 1964                   | Coversong mit neuem Text | Ursprüngliches Lied „The Parting Glass“ |
| Ring Them Bells                                             | „Ring them bells, ye heathen ...“                                                                                                 | Bob Dylan                                                                    | Oh Mercy                                                                                    | 1989                   | eigener Song             | |
| Rita May                                                    | „Rita May, Rita May You got your body in the way ...“                                                                             | Bob Dylan, Jacques Levy                                                      | Masterpieces                                                                                | 1978                   | Co-Autor                 | Single aus dem Jahr 1976 |
| River Theme                                                 | – | Bob Dylan                                                                    | Pat Garrett & Billy the Kid                                                                 | 1973                   | eigener Song             | Instrumental |
| Rock, Salt and Nails                                        | „By the banks of the river Where the willows hang down ...“                                                                       | Bruce Phillips                                                               | The Bootleg Series, Vol. 11: The Basement Tapes Complete                                    | 2014                   | Coversong                | |
| Rocks and Gravel                                            | „Takes rocks and gravel, baby, make a solid road ...“                                                                             | Bob Dylan                                                                    | Live at the Gaslight 1962                                                                   | 2005                   | eigener Song             | |
| Rock Me Mama (Like a Wagon Wheel)                           | „Headed down south to the land of the pines ...“                                                                                  | Traditional                                                                  | Unveröffentlicht                                                                            | N/A                    | Coversong                | Outtake des Albums Pat Garrett & Billy the Kid |
| Roll on John                                                | „Doctor, doctor, tell me the time of day ...“                                                                                     | Bob Dylan                                                                    | Tempest                                                                                     | 2012                   | eigener Song             | |
| Roll On Train                                               | „Roll on train Rollin all night ...“                                                                                              | Bob Dylan                                                                    | The Bootleg Series, Vol. 11: The Basement Tapes Complete                                    | 2014                   | eigener Song             | |
| Rollin’ and Tumblin’                                        | „I rolled and I tumbled, I cried the whole night long ...“                                                                        | Hambone Willie Newbern                                                       | Modern Times                                                                                | 2006                   | Coversong                | |
| Romance in Durango                                          | „Hot chili peppers in the blistering sun ...“                                                                                     | Bob Dylan, Jacques Levy                                                      | Desire                                                                                      | 1976                   | Co-Autor                 | |
| Round and Round We Go                                       | „ ...“ | Bob Dylan                                                                    | Unveröffentlicht                                                                            | N/A                    | eigener Song             | |
| Ruben Remus                                                 | „Wrote a letter this mornin’ ...“                                                                                                 | J.R. Robertson und Richard Manuel                                            | The Basement Tapes                                                                          | 1975                   | Coversong                | |
| Sad Eyed Lady of the Lowlands                               | „With your mercury mouth in the missionary times ...“                                                                             | Bob Dylan                                                                    | Blonde on Blonde                                                                            | 1966                   | eigener Song             | |
| Sally Gal                                                   | „Well, I’m gonna get you Sally girl ...“                                                                                          | Traditional                                                                  | The Bootleg Series Vol. 7: No Direction Home: The Soundtrack                                | 2005                   | Coversong                | Outtake des Albums The Freewheelin’ Bob Dylan |
| Sally Sue Brown                                             | „Look who’s back in town ...“ | Arthur Alexander, Earl Montgomery und Tom Stafford                           | Down In The Groove                                                                          | 1988                   | Coversong                | |
| Santa Fe                                                    | „Santa Fe, dear, dear, dear, dear, dear Santa Fe ...“                                                                             | Bob Dylan                                                                    | The Bootleg Series Volumes 1–3 (Rare & Unreleased) 1961–1991                                | 1994                   | eigener Song             | |
| Sara                                                        | „I laid on a dune, I looked at the sky ...“                                                                                       | Bob Dylan                                                                    | Desire                                                                                      | 1976                   | eigener Song             | |
| Sarah Jane                                                  | „I’ve got a wife and five little children ...“                                                                                    | Bob Dylan                                                                    | Dylan – A Fool Such as I                                                                    | 1973                   | eigener Song             | Outtake des Albums New Morning |
| Saved                                                       | „I was blinded by the devil ...“                                                                                                  | Bob Dylan, Tim Drummond                                                      | Saved                                                                                       | 1980                   | Co-Autor                 | |
| Saving Grace                                                | „If you find it in Your heart, can I be forgiven? ...“                                                                            | Bob Dylan                                                                    | Saved                                                                                       | 1980                   | eigener Song             | |
| Scarlet Town                                                | „In Scarlet Town where I was born ...“                                                                                            | Bob Dylan                                                                    | Tempest                                                                                     | 2012                   | eigener Song             | |
| See That My Grave Is Kept Clean                             | „Well there’s one kind of favor I’ll ask for you ...“                                                                             | Blind Lemon Jefferson                                                        | Bob Dylan                                                                                   | 1962                   | Coversong                | |
| See You Later Allen Ginsberg                                | „ ...“ | Bobby Charles                                                                | The Bootleg Series, Vol. 11: The Basement Tapes Complete                                    | 2014                   | Coversong                | |
| Seeing the Real You at Last                                 | „Well, I thought that the rain would cool things down ...“                                                                        | Bob Dylan                                                                    | Empire Burlesque                                                                            | 1985                   | eigener Song             | |
| Señor (Tales of Yankee Power)                               | „Señor, señor, do you know where we’re headin’? ...“                                                                              | Bob Dylan                                                                    | Street-Legal                                                                                | 1978                   | eigener Song             | |
| Series of Dreams                                            | „I was thinking of a series of dreams ...“                                                                                        | Bob Dylan                                                                    | The Bootleg Series Vol. 8: Tell Tale Signs                                                  | 2008                   | eigener Song             | Outtake des Albums Oh Mercy |
| Seven Curses                                                | „Old Reilly stole a stallion ...“                                                                                                 | Bob Dylan                                                                    | The Bootleg Series Volumes 1–3 (Rare & Unreleased) 1961–1991                                | 1994                   | eigener Song             | Outtake des Albums The Times They Are A-Changin’ |
| Seven Days                                                  | „Seven days, seven more days she’ll be comin’ ...“                                                                                | Bob Dylan                                                                    | The Bootleg Series Volumes 1–3 (Rare & Unreleased) 1961–1991                                | 1994                   | eigener Song             | Liveauftritt in Tampa, Florida |
| Shake Shake Mama                                            | „I get the blues for you baby when I look up at the sun ...“                                                                      | Bob Dylan, Robert Hunter                                                     | Together Through Life                                                                       | 2009                   | Co-Autor                 | |
| She Belongs to Me                                           | „She’s got everything she needs ...“                                                                                              | Bob Dylan                                                                    | Bringing It All Back Home                                                                   | 1965                   | eigener Song             | |
| She’ll Be Coming Round the Mountain                         | „She’ll be comin’ round the mountain when she comes ...“                                                                          | Traditional                                                                  | The Bootleg Series, Vol. 11: The Basement Tapes Complete                                    | 2014                   | Coversong                | |
| She’s My Baby                                               | „She’s got her pudding in the oven ...“                                                                                           | Bob Dylan Jeff Lynne Tom Petty George Harrison                               | Traveling Wilburys Vol. 3                                                                   | 1990                   | Co-Autor                 | |
| She’s on My Mind Again                                      | „Morning rose and dangle me ...“                                                                                                  | Bob Dylan                                                                    | The Bootleg Series, Vol. 11: The Basement Tapes Complete                                    | 2014                   | eigener Song             | |
| She’s Your Lover Now                                        | „The pawnbroker roared ...“ | Bob Dylan                                                                    | The Bootleg Series Volumes 1–3 (Rare & Unreleased) 1961–1991                                | 1994                   | eigener Song             | Outtake des Albums Blonde on Blonde |
| Shelter from the Storm                                      | „Twas in another lifetime, one of toil and blood ...“                                                                             | Bob Dylan                                                                    | Blood on the Tracks                                                                         | 1975                   | eigener Song             | |
| Shenandoah                                                  | „Oh, Shenandoah, I long to hear you ...“                                                                                          | Traditional                                                                  | Down In The Groove                                                                          | 1988                   | Coversong                | |
| Shirley Temple Don’t Live Here Anymore                      | „Well they came and they corrupted ...“                                                                                           | Bob Dylan, Don Was David Was                                                 | Unveröffentlicht                                                                            | N/A                    | Co-Autor                 | Aufgenommen von Was (Not Was) für ihr Album Boo! aus dem Jahr 2008 unter dem Titel „Mr. Alice Doesn’t Live Here Anymore“ |
| Shooting Star                                               | „Seen a shooting star tonight ...“                                                                                                | Bob Dylan                                                                    | Oh Mercy                                                                                    | 1989                   | eigener Song             | |
| Shot of Love                                                | „I need a shot of love, I need a shot of love ...“                                                                                | Bob Dylan                                                                    | Shot of Love                                                                                | 1981                   | eigener Song             | |
| Sign Language                                               | „You speak to me In sign language ...“                                                                                            | Bob Dylan                                                                    | No Reason to Cry (Album von Eric Clapton)                                                   | 1976                   | eigener Song             | Duett mit Eric Clapton |
| Sign on the Cross                                           | „Now, I try, oh for so awf’ly long ...“                                                                                           | Bob Dylan                                                                    | The Bootleg Series Vol. 11: The Basement Tapes Complete                                     | 2014                   | eigener Song             | |
| Sign on the Window                                          | „Sign on the window says “Lonely” ...“                                                                                            | Bob Dylan                                                                    | New Morning                                                                                 | 1970                   | eigener Song             | |
| Silent Weekend                                              | „Silent weekend My baby she gave it to me ...“                                                                                    | Bob Dylan                                                                    | The Bootleg Series Vol. 11: The Basement Tapes Complete                                     | 2014                   | eigener Song             | |
| Silhouettes                                                 | „Ah-ah-ah-ah-ah-ah-ah, hut-hut ...“                                                                                               | Bob Dylan                                                                    | The Bootleg Series, Vol. 11: The Basement Tapes Complete                                    | 2014                   | eigener Song             | |
| Silver Bells                                                | „City sidewalks, busy sidewalks ...“                                                                                              | Jay Livingston und Ray Evans                                                 | Christmas In The Heart                                                                      | 2009                   | Coversong                | |
| Silver Dagger                                               | „Don’t sing love songs; you’ll wake my mother ...“                                                                                | Traditional                                                                  | The Bootleg Series, Vol 6: Bob Dylan Live 1964                                              | 2004                   | Coversong                | |
| Silvio                                                      | „Stake my future on a hell of a past ...“                                                                                         | Bob Dylan, Robert Hunter                                                     | Down in the Groove                                                                          | 1988                   | Co-Autor                 | |
| Simple Twist of Fate                                        | „They sat together in the park ...“                                                                                               | Bob Dylan                                                                    | Blood on the Tracks                                                                         | 1975                   | eigener Song             | |
| Sittin’ on Top of the World                                 | „Was in the summer, One early fall ...“                                                                                           | Walter Vinson und Lonnie Chatmon                                             | Good as I Been to You                                                                       | 1992                   | Coversong                | |
| Sitting on a Barbed Wire Fence                              | „I paid fifteen million dollars, twelve hundred and seventy-two cents ...“                                                        | Bob Dylan                                                                    | The Bootleg Series Volumes 1–3 (Rare & Unreleased) 1961–1991                                | 1994                   | eigener Song             | Outtake des Albums Highway 61 Revisited |
| Skylark                                                     | „Skylark Have you anything to say to me ...“                                                                                      | Hoagy Carmichael und Johnny Mercer                                           | Fallen Angels                                                                               | 2016                   | Coversong                | |
| Slow Train                                                  | „Sometimes I feel so low-down and disgusted ...“                                                                                  | Bob Dylan                                                                    | Slow Train Coming                                                                           | 1979                   | eigener Song             | |
| Solid Rock                                                  | „Well, I’m hangin’ on to a solid rock ...“                                                                                        | Bob Dylan                                                                    | Saved                                                                                       | 1980                   | eigener Song             | |
| Some Enchanted Evening                                      | „Some enchanted evening, you may see a stranger ...“                                                                              | Richard Rodgers und Oscar Hammerstein II                                     | Shadows in the Night                                                                        | 2015                   | Coversong                | |
| Someday Baby                                                | „I don’t care what you do, I don’t care what you say ...“                                                                         | Bob Dylan                                                                    | Modern Times                                                                                | 2006                   | eigener Song             | |
| Someone’s Got a Hold of My Heart                            | „They say, “Eat, drink and be merry Take the bull by the horns” ...“                                                              | Bob Dylan                                                                    | The Bootleg Series Volumes 1–3 (Rare & Unreleased) 1961–1991                                | 1994                   | eigener Song             | Frühe Version des Songs Tight Connection to My Heart vom Album Empire Burlesque |
| Something There Is About You                                | „Something there is about you that strikes a match in me ...“                                                                     | Bob Dylan                                                                    | Planet Waves                                                                                | 1974                   | eigener Song             | |
| Something’s Burning, Baby                                   | „Something is burning, baby, are you aware? ...“                                                                                  | Bob Dylan                                                                    | Empire Burlesque                                                                            | 1985                   | eigener Song             | |
| Song for Canada                                             | „How come we can’t talk to each other any more? ...“                                                                              | Pete Gzowski und Ian Tyson                                                   | The Bootleg Series, Vol. 11: The Basement Tapes Complete                                    | 2014                   | Coversong                | |
| Song to Woody                                               | „I’m out here a thousand miles from my home ...“                                                                                  | Bob Dylan                                                                    | Bob Dylan                                                                                   | 1962                   | Coversong mit neuem Text | Ursprüngliches Lied 1913 Massacre von Woody Guthrie |
| Soon after Midnight                                         | „I’m searching for phrases to sing your praises ...“                                                                              | Bob Dylan                                                                    | Tempest                                                                                     | 2012                   | eigener Song             | |
| Spanish Harlem Incident                                     | „Gypsy gal, the hands of Harlem Cannot hold you to its heat ...“                                                                  | Bob Dylan                                                                    | Another Side of Bob Dylan                                                                   | 1964                   | eigener Song             | |
| Spanish is the Loving Tongue                                | „Broke her heart, lost my own ...“                                                                                                | Traditional                                                                  | Dylan – A Fool Such as I                                                                    | 1973                   | Coversong                | |
| Spirit on the Water                                         | „Spirit on the water Darkness on the face of the deep ...“                                                                        | Bob Dylan                                                                    | Modern Times                                                                                | 2006                   | eigener Song             | |
| Stack A Lee                                                 | „Hawlin Alley on a dark and drizzly night ...“                                                                                    | Traditional                                                                  | World Gone Wrong                                                                            | 1993                   | Coversong                | |
| Stage Fright                                                | „Now deep in the heart of a lonely kid ...“                                                                                       | J. R. Robertson                                                              | Before The Flood                                                                            | 1974                   | Coversong                | |
| Standing in the Doorway                                     | „I’m walking through the summer nights ...“                                                                                       | Bob Dylan                                                                    | Time Out of Mind                                                                            | 1997                   | eigener Song             | |
| Standing on the Highway                                     | „Well, I’m standin’ on the highway ...“                                                                                           | Bob Dylan                                                                    | The Bootleg Series Vol. 9 – The Witmark Demos: 1962–1964                                    | 2010                   | eigener Song             | |
| Stay with Me                                                | „Should my heart not be humble ...“                                                                                               | Jerome Moross und Carolyn Leigh                                              | Shadows in the Night                                                                        | 2015                   | Coversong                | |
| Steel and Feathers (Don’t Ever)                             | „Don’t ever take yourself away ...“                                                                                               | Bob Dylan, Nikki Jean                                                        | Unveröffentlicht                                                                            | N/A                    | Co-Autor                 | Song komplettiert und aufgenommen von Nikki Jean für ihr Album Pennies in a Jar aus dem Jahr 2011 |
| Steel Bars                                                  | „In the night I hear you speak ...“                                                                                               | Bob Dylan, Michael Bolton                                                    | Unveröffentlicht                                                                            | N/A                    | Co-Autor                 | Aufgenommen von Michael Bolton für sein Album Time, Love & Tenderness aus dem Jahr 1991 |
| Step it Up and Go                                           | „Got a little girl, little and low ...“                                                                                           | Traditional                                                                  | Good as I Been to You                                                                       | 1992                   | Coversong                | |
| Still in Town                                               | „To love you still, and have you not ...“                                                                                         | Hank Cochran und Harland Howard                                              | The Bootleg Series, Vol. 11: The Basement Tapes Complete                                    | 2014                   | Coversong                | |
| Stuck Inside of Mobile with the Memphis Blues Again         | „Oh, the ragman draws circles ...“                                                                                                | Bob Dylan                                                                    | Blonde on Blonde                                                                            | 1966                   | eigener Song             | |
| Subterranean Homesick Blues                                 | „Johnny’s in the basement ...“ | Bob Dylan                                                                    | Bringing It All Back Home                                                                   | 1965                   | eigener Song             | |
| Sugar Baby                                                  | „I got my back to the sun ’cause the light is too intense ...“                                                                    | Bob Dylan                                                                    | Love and Theft                                                                              | 2001                   | eigener Song             | |
| Summer Days                                                 | „Summer days, summer nights are gone ...“                                                                                         | Bob Dylan                                                                    | Love and Theft                                                                              | 2001                   | eigener Song             | |
| Suze (The Cough Song)                                       | – | Bob Dylan                                                                    | The Bootleg Series Volumes 1–3 (Rare & Unreleased) 1961–1991                                | 1994                   | eigener Song             | Outtake des Albums The Times They Are A-Changin’; Instrumental |
| Sweetheart Like You                                         | „Well, the pressure’s down, the boss ain’t here ...“                                                                              | Bob Dylan                                                                    | Infidels                                                                                    | 1983                   | eigener Song             | |
| T.V. Talkin’ Song                                           | „One time in London I’d gone out for a walk ...“                                                                                  | Bob Dylan                                                                    | Under the Red Sky                                                                           | 1990                   | eigener Song             | |
| Take a Message to Mary                                      | „Take a message to Mary ...“ | Felice und Boudleaux Bryant                                                  | Self Portrait                                                                               | 1970                   | Coversong                | |
| Take Me As I Am (Or Let Me Go)                              | „Why must you always try to make me over ? ...“                                                                                   | Felice und Boudleaux Bryant                                                  | Self Portrait                                                                               | 1970                   | Coversong                | |
| Talkin’ Devil                                               | „This is all about where the devil is. ...“                                                                                       | Bob Dylan                                                                    | Broadside Ballads, Vol 1                                                                    | 1964                   | eigener Song             | Veröffentlicht unter dem Pseudonym Blind Boy Grunt |
| Talkin’ Bear Mountain Picnic Massacre Blues                 | „I saw it advertised one day ...“                                                                                                 | Bob Dylan                                                                    | The Bootleg Series Volumes 1–3 (Rare & Unreleased) 1961–1991                                | 1994                   | eigener Song             | Outtake des Albums The Freewheelin’ Bob Dylan |
| Talkin’ Folklore Center                                     | „I came down to New York town ...“                                                                                                | Bob Dylan                                                                    | Unveröffentlicht                                                                            | N/A                    | eigener Song             | Live gespielt in Gerde’s Folk City |
| Talkin’ Hava Negeilah Blues                                 | „Here’s a foreign song I learned in Utah ...“                                                                                     | Bob Dylan                                                                    | The Bootleg Series Volumes 1–3 (Rare & Unreleased) 1961–1991                                | 1994                   | eigener Song             | Outtake des Albums The Freewheelin’ Bob Dylan |
| Talkin’ Hugh Brown                                          | „I knew a boy named Hugh Brown ...“                                                                                               | Bob Dylan                                                                    | Unveröffentlicht                                                                            | N/A                    | eigener Song             | |
| Talkin’ Hypocrite                                           | „ ...“ | Bob Dylan                                                                    | Unveröffentlicht                                                                            | N/A                    | eigener Song             | |
| Talkin’ John Birch Paranoid Blues                           | „Well, I was feelin’ sad and feelin’ blue ...“                                                                                    | Bob Dylan                                                                    | The Bootleg Series Volumes 1–3 (Rare & Unreleased) 1961–1991                                | 1994                   | eigener Song             | Live gespielt in der Carnegie Hall |
| Talkin’ New York                                            | „Ramblin’ outa the wild West ...“                                                                                                 | Bob Dylan                                                                    | Bob Dylan                                                                                   | 1962                   | eigener Song             | |
| Talkin’ World War III Blues                                 | „Some time ago a crazy dream came to me ...“                                                                                      | Bob Dylan                                                                    | The Freewheelin’ Bob Dylan                                                                  | 1963                   | eigener Song             | |
| Tangled Up in Blue                                          | „Early one mornin’ the sun was shinin’ ...“                                                                                       | Bob Dylan                                                                    | Blood on the Tracks                                                                         | 1975                   | eigener Song             | |
| Tattle O’Day                                                | „I buyed me a little dog, color it was brown ...“                                                                                 | Bob Dylan                                                                    | The Bootleg Series, Vol. 10: Another Self Portrait                                          | 2013                   | eigener Song             | |
| Tears of Rage                                               | „We carried you in our arms ...“                                                                                                  | Bob Dylan, Richard Manuel                                                    | The Basement Tapes                                                                          | 1975                   | Co-Autor                 | |
| Tell Me                                                     | „Tell me--I’ve got to know ...“                                                                                                   | Bob Dylan                                                                    | The Bootleg Series Volumes 1–3 (Rare & Unreleased) 1961–1991                                | 1994                   | eigener Song             | Outtake des Albums Infidels |
| Tell Me Momma                                               | „Ol’ black Bascom, don’t break no mirrors ...“                                                                                    | Bob Dylan                                                                    | The Bootleg Series Vol. 4: Bob Dylan Live 1966, The "Royal Albert Hall" Concert             | 2004                   | eigener Song             | |
| Tell Me That It Isn’t True                                  | „I have heard rumors all over town ...“                                                                                           | Bob Dylan                                                                    | Nashville Skyline                                                                           | 1969                   | eigener Song             | |
| Tell Ol’ Bill                                               | „The river whispers in my ear ...“                                                                                                | Traditional                                                                  | The Bootleg Series Vol. 8: Tell Tale Signs                                                  | 2008                   | Coversong                | |
| Tempest                                                     | „The pale moon rose in its glory ...“                                                                                             | Bob Dylan                                                                    | Tempest                                                                                     | 2012                   | eigener Song             | |
| Temporary Like Achilles                                     | „Standing on your window, honey ...“                                                                                              | Bob Dylan                                                                    | Blonde on Blonde                                                                            | 1966                   | eigener Song             | |
| That California Side                                        | „ ...“ | Bob Dylan                                                                    | Unveröffentlicht                                                                            | N/A                    | eigener Song             | Songtext veröffentlicht in Isis |
| That Lucky Old Sun                                          | „Up in the mornin’ Out on the job ...“                                                                                            | Beasley Smith und Haven Gillespie                                            | Shadows in the Night                                                                        | 2015                   | Coversong                | |
| That Old Black Magic                                        | „Old black magic has me in its spell ...“                                                                                         | Harold Arlen und Johnny Mercer                                               | Fallen Angels                                                                               | 2016                   | Coversong                | |
| That’s the Breaks                                           | „On my pillow last night I thought I saw you dreaming ...“                                                                        | Bob Dylan                                                                    | The Bootleg Series, Vol. 11: The Basement Tapes Complete                                    | 2014                   | eigener Song             | |
| There Ain’t Gonna Be a Next Time                            | „ ...“ | Bob Dylan                                                                    | Unveröffentlicht                                                                            | N/A                    | eigener Song             | |
| The Auld Triangle                                           | „A hungry feeling Came o’er me stealing ...“                                                                                      | Brendan Francis Behan                                                        | The Bootleg Series, Vol. 11: The Basement Tapes Complete                                    | 2014                   | Coversong                | |
| The Ballad of Frankie Lee and Judas Priest                  | „Well, Frankie Lee and Judas Priest ...“                                                                                          | Bob Dylan                                                                    | John Wesley Harding                                                                         | 1967                   | eigener Song             | |
| The Ballad of Ira Hayes                                     | „Ira Hayes, Ira Hayes Call him drunken Ira Hayes ...“                                                                             | Peter La Farge                                                               | Dylan – A Fool Such as I                                                                    | 1973                   | Coversong                | |
| The Boxer                                                   | „Im just a poor boy ...“ | Paul Simon                                                                   | Self Portrait                                                                               | 1970                   | Coversong                | |
| The Christmas Blues                                         | „The jingle bells are jingling ...“                                                                                               | Sammy Cahn und David Jack Holt                                               | Christmas In The Heart                                                                      | 2009                   | Coversong                | |
| The Christmas Song                                          | „All through the year We’ve waited ...“                                                                                           | Mel Tormé und Robert Wells                                                   | Christmas In The Heart                                                                      | 2009                   | Coversong                | |
| The Death of Emmett Till                                    | „Twas down in Mississippi not so long ago ...“                                                                                    | Bob Dylan                                                                    | The 50th Anniversary Collection: The Copyright Extension Collection, Volume 1               | 2012                   | eigener Song             | |
| The Devil’s Been Busy                                       | „While you’re strolling down the fairway ...“                                                                                     | Bob Dylan, Jeff Lynne, Tom Petty, George Harrison                            | Traveling Wilburys Vol. 3                                                                   | 1990                   | Co-Autor                 | |
| The First Noel                                              | „The First Noel The angel did say ...“                                                                                            | Traditional                                                                  | Christmas In The Heart                                                                      | 2009                   | Coversong                | |
| The French Girl                                             | „Three silver rings on slim hands waiting ...“                                                                                    | Ian Tyson und Sylvia Tyson                                                   | The Bootleg Series, Vol. 11: The Basement Tapes Complete                                    | 2014                   | Coversong                | |
| The Girl on the Greenbriar Shore                            | „’Twas in the year of ’82 ...“ | Traditional                                                                  | The Bootleg Series Vol. 8: Tell Tale Signs                                                  | 2008                   | Coversong                | |
| The Groom’s Still Waiting at the Altar                      | „ Prayed in the ghetto with my face in the cement, ...“                                                                           | Bob Dylan                                                                    | Shot of Love                                                                                | 1981                   | eigener Song             | |
| The Hills of Mexico                                         | „’Twas in the town of Griffin ...“                                                                                                | Traditional                                                                  | The Bootleg Series, Vol. 11: The Basement Tapes Complete                                    | 2014                   | Coversong                | |
| The Levee’s Gonna Break                                     | „If it keep on rainin’ the levee gonna break ...“                                                                                 | Bob Dylan                                                                    | Modern Times                                                                                | 2006                   | eigener Song             | |
| The Lonesome Death of Hattie Carroll                        | „William Zanzinger killed poor Hattie Carroll ...“                                                                                | Bob Dylan                                                                    | The Times They Are a-Changin’                                                               | 1964                   | Coversong mit neuem Text | Ursprüngliche Lieder "Mary Hamilton", "Child Ballad 173" |
| The Lonesome River                                          | „Oh the water rolls high on the river at midnight ...“                                                                            | Ralph Stanley, Carter Stanley                                                | The Bootleg Series Vol. 8: Tell Tale Signs                                                  | 2008                   | Coversong                | |
| The Man in Me                                               | „The man in me will do nearly any task ...“                                                                                       | Bob Dylan                                                                    | New Morning                                                                                 | 1970                   | eigener Song             | |
| The Night They Drove Old Dixie Down                         | „Virgil Caine is the name ...“ | J. R. Robertson                                                              | Before the Flood                                                                            | 1974                   | Coversong                | |
| The Night We Called it a Day                                | „There was a moon out in space ...“                                                                                               | Tom Adair und Matt Dennis                                                    | Shadows in the Night                                                                        | 2015                   | Coversong                | |
| The Shape I’m In                                            | „Go out yonder, peace in the valley ...“                                                                                          | J. R. Robertson                                                              | Before the Flood                                                                            | 1974                   | Coversong                | |
| The Spanish Song                                            | „ ...“ | Bob Dylan                                                                    | The Bootleg Series Vol. 11: The Basement Tapes Complete                                     | 2014                   | eigener Song             | |
| The Times They Are a-Changin’                               | „Come gather ’round people ...“                                                                                                   | Bob Dylan                                                                    | The Times They Are a-Changin’                                                               | 1964                   | Coversong mit neuem Text | Ursprüngliches Lied „Farewell to Sicily“ |
| The Tracks of My Tears                                      | „People say I’m the life of the party ...“                                                                                        | William Robinson Jr, Pete Moore und William Tarplin                          | Bob Dylan – The Rolling Thunder Revue: The 1975 Live Recordings                             | 2019                   | Coversong                | |
| The Wandering Kind                                          | „She’s like sweet water that runs down my face ...“                                                                               | Bob Dylan, Helena Springs                                                    | Unveröffentlicht                                                                            | N/A                    | Co-Autor                 | Aufgenommen von Paul Butterfield für sein Album The Legendary Paul Butterfield Rides Again aus dem Jahr 1986 |
| The Water Is Wide                                           | „The water is wide and I can’t cross over ...“                                                                                    | Traditional                                                                  | The Bootleg Series, Vol 5: Bob Dylan Live 1975                                              | 2002                   | Coversong                | |
| The Weight                                                  | „I pulled into Nazareth, was feelin’ about half past dead ...“                                                                    | J. R. Robertson                                                              | Before the Flood                                                                            | 1974                   | Coversong                | |
| The Wicked Messenger                                        | „There was a wicked messenger ...“                                                                                                | Bob Dylan                                                                    | John Wesley Harding                                                                         | 1967                   | eigener Song             | |
| These Hands                                                 | „These hands ain’t the hands of a gentleman ...“                                                                                  | Bob Dylan                                                                    | The Bootleg Series, Vol. 10: Another Self Portrait                                          | 2013                   | eigener Song             | |
| They Killed Him                                             | „There was a man named Hatma Gandi ...“                                                                                           | Kris Kristofferson                                                           | Knocked Out Loaded                                                                          | 1986                   | Coversong                | |
| Things Have Changed                                         | „A worried man with a worried mind ...“                                                                                           | Bob Dylan                                                                    | The Best of Bob Dylan, Vol. 2                                                               | 2000                   | Coversong mit neuem Text | Ursprüngliches Lied „The Observations of a Crow“ |
| Thirsty Boots                                               | „You’ve long been on the open road ...“                                                                                           | Bob Dylan                                                                    | The Bootleg Series, Vol. 10: Another Self Portrait                                          | 2013                   | eigener Song             | |
| This Dream of You                                           | „How long can I stay in this nowhere café ...“                                                                                    | Bob Dylan                                                                    | Together Through Life                                                                       | 2009                   | eigener Song             | |
| This Evening So Soon                                        | „Tell ol bill when he comes home this mornin? ...“                                                                                | Bob Dylan                                                                    | The Bootleg Series, Vol. 10: Another Self Portrait                                          | 2013                   | eigener Song             | |
| This Land Is Your Land                                      | „As I was walking that ribbon of highway ...“                                                                                     | Woody Guthrie                                                                | The Bootleg Series, Vol 7: No Direction Home                                                | 2005                   | Coversong                | |
| This Wheel’s on Fire                                        | „If your mem’ry serves you well ...“                                                                                              | Bob Dylan, Rick Danko                                                        | The Basement Tapes                                                                          | 1975                   | Co-Autor                 | |
| Three Angels                                                | „Three angels up above the street ...“                                                                                            | Bob Dylan                                                                    | New Morning                                                                                 | 1970                   | eigener Song             | |
| Thunder on the Mountain                                     | „Thunder on the mountain, fires on the moon ...“                                                                                  | Bob Dylan                                                                    | Modern Times                                                                                | 2006                   | eigener Song             | |
| Tight Connection to My Heart (Has Anybody Seen My Love)     | „Well, I had to move fast ...“ | Bob Dylan                                                                    | Empire Burlesque                                                                            | 1985                   | eigener Song             | |
| Time Passes Slowly                                          | „Time passes slowly up here in the mountains ...“                                                                                 | Bob Dylan                                                                    | New Morning                                                                                 | 1970                   | eigener Song             | |
| Tin Angel                                                   | „It was late last night when the boss came home ...“                                                                              | Bob Dylan                                                                    | Tempest                                                                                     | 2012                   | eigener Song             | |
| Tiny Montgomery                                             | „Well you can tell ev’rybody ...“                                                                                                 | Bob Dylan                                                                    | The Basement Tapes                                                                          | 1975                   | eigener Song             | |
| To Be Alone with You                                        | „To be alone with you Just you and me ...“                                                                                        | Bob Dylan                                                                    | Nashville Skyline                                                                           | 1969                   | eigener Song             | |
| To Ramona                                                   | „Ramona, come closer ...“ | Bob Dylan                                                                    | Another Side of Bob Dylan                                                                   | 1964                   | eigener Song             | |
| Tombstone Blues                                             | „The sweet pretty things are in bed now of course ...“                                                                            | Bob Dylan                                                                    | Highway 61 Revisited                                                                        | 1965                   | eigener Song             | |
| Tomorrow Is a Long Time                                     | „If today was not an endless highway ...“                                                                                         | Bob Dylan                                                                    | Bob Dylan’s Greatest Hits Vol. II                                                           | 1971                   | eigener Song             | Live gespielt am 12. April 1963 in der Town Hall in New York City |
| Tomorrow Night                                              | „Tomorrow night, will you remember what you said to night ? ...“                                                                  | Bob Dylan                                                                    | Good as I Been to You                                                                       | 1992                   | eigener Song             | |
| Tonight I’ll Be Staying Here with You                       | „Throw my ticket out the window ...“                                                                                              | Bob Dylan                                                                    | Nashville Skyline                                                                           | 1969                   | eigener Song             | |
| Too Much of Nothing                                         | „Now, too much of nothing Can make a man feel ill at ease ...“                                                                    | Bob Dylan                                                                    | The Basement Tapes                                                                          | 1975                   | eigener Song             | |
| Tough Mama                                                  | „Tough Mama, meat shakin’ on your bones ...“                                                                                      | Bob Dylan                                                                    | Planet Waves                                                                                | 1974                   | eigener Song             | |
| Tragedy of the Trade                                        | „A young girl dies in the gutter face down ...“                                                                                   | Bob Dylan, Gerry Goffin, Barry Goldberg                                      | Unveröffentlicht                                                                            | N/A                    | Co-Autor                 | Aufgenommen von Gerry Goffin für sein Album Back Room Blood aus dem Jahr 1976 |
| Train A-Travellin’                                          | „There’s an iron train a-travelin’ that’s been a-rollin’ through the years ...“                                                   | Bob Dylan                                                                    | Bob Dylan (Featuring Johnny Cash) – Travelin’ Thru, 1967 – 1969: The Bootleg Series Vol. 15 | 2019                   | eigener Song             | Broadside Aufnahme-Session |
| Trouble                                                     | „Trouble in the city, trouble in the farm ...“                                                                                    | Bob Dylan                                                                    | Shot of Love                                                                                | 1981                   | eigener Song             | |
| Troubled and I Don’t Know Why                               | „I’m troubled and I don’t know why ...“                                                                                           | Bob Dylan                                                                    | Rare, Live & Classic (Joan Baez Album)                                                      | 1993                   | Coversong mit neuem Text | Ursprüngliches Lied „What Did the Deep Sea Say?“; Live aufgenommen mit Joan Baez in Forest Hills, New York am 17. August 1963 |
| Trouble in Mind                                             | „I got to know, Lord, when to pull back on the reins ...“                                                                         | Bob Dylan                                                                    | The Bootleg Series Vol. 13: Trouble No More 1979–1981                                       | 2017                   | eigener Song             | |
| True Love Tends to Forget                                   | „I’m getting weary looking in my baby’s eyes ...“                                                                                 | Bob Dylan                                                                    | Street-Legal                                                                                | 1978                   | eigener Song             | |
| Trust Yourself                                              | „Trust yourself Trust yourself to do the things that only you know best ...“                                                      | Bob Dylan                                                                    | Empire Burlesque                                                                            | 1985                   | eigener Song             | |
| Try Me Little Girl                                          | „Try me Try me, little girl We could raise a family ...“                                                                          | Bob Dylan                                                                    | The Bootleg Series Vol. 11: The Basement Tapes Complete                                     | 2014                   | eigener Song             | |
| Tryin’ to Get to Heaven                                     | „The air is getting hotter ...“                                                                                                   | Bob Dylan                                                                    | Time Out of Mind                                                                            | 1997                   | eigener Song             | |
| Tupelo                                                      | „Did ya read about the flood? ...“                                                                                                | John Lee Hooker                                                              | The Bootleg Series, Vol. 11: The Basement Tapes Complete                                    | 2014                   | Coversong                | |
| Turkey Chase                                                | – | –                                                                            | Pat Garrett & Billy the Kid                                                                 | 1973                   | Instrumental             | |
| Tweedle Dee & Tweedle Dum                                   | „Tweedle-dee Dum and Tweedle-dee Dee ...“                                                                                         | Bob Dylan                                                                    | Love and Theft                                                                              | 2001                   | eigener Song             | |
| Tweeter and the Monkey Man                                  | „Tweeter and the Monkey Man were hard up for cash ...“                                                                            | Bob Dylan Jeff Lynne Tom Petty Roy Orbison George Harrison                   | Traveling Wilburys Vol. 1                                                                   | 1988                   | Co-Autor                 | |
| Two Soldiers                                                | „He was just a blue-eyed Boston boy ...“                                                                                          | Bob Dylan                                                                    | World Gone Wrong                                                                            | 1993                   | eigener Song             | |
| Ugliest Girl In The World                                   | „The woman that I love she got a hook in her nose ...“                                                                            | Bob Dylan, Robert Hunter                                                     | Down in the Groove                                                                          | 1988                   | Co-Autor                 | |
| Unbelievable                                                | „It’s unbelievable, it’s strange but true ...“                                                                                    | Bob Dylan                                                                    | Under the Red Sky                                                                           | 1990                   | eigener Song             | |
| Under Control                                               | „She’s gonna make a graveyard fence ...“                                                                                          | Bob Dylan                                                                    | The Bootleg Series Vol. 11: The Basement Tapes Complete                                     | 2014                   | eigener Song             | |
| Under the Red Sky                                           | „There was a little boy and there was a little girl ...“                                                                          | Bob Dylan                                                                    | Under the Red Sky                                                                           | 1990                   | eigener Song             | |
| Under Your Spell                                            | „Somethin’ about you that I can’t shake ...“                                                                                      | Bob Dylan, Carole Bayer Sager                                                | Knocked Out Loaded                                                                          | 1986                   | Co-Autor                 | |
| Union Sundown                                               | „Well, my shoes, they come from Singapore ...“                                                                                    | Bob Dylan                                                                    | Infidels                                                                                    | 1983                   | eigener Song             | |
| Unknown Instrumental                                        | – | –                                                                            | Bob Dylan (Featuring Johnny Cash) – Travelin’ Thru, 1967 – 1969: The Bootleg Series Vol. 15 | 2019                   | Instrumental             | |
| Up On Cripple Creek                                         | „When I get off of this mountain ...“                                                                                             | J. R. Robertson                                                              | Before the Flood                                                                            | 1974                   | Coversong                | |
| Up to Me                                                    | „Everything went from bad to worse, money never changed a thing ...“                                                              | Bob Dylan                                                                    | Biograph                                                                                    | 1985                   | eigener Song             | |
| Visions of Johanna                                          | „Ain’t it just like the night to play tricks when you’re tryin’ to be so quiet? ...“                                              | Bob Dylan                                                                    | Blonde on Blonde                                                                            | 1966                   | eigener Song             | |
| Waiting To Get Beat                                         | „Waiting to get beat On a dark and lonely street ...“                                                                             | Bob Dylan                                                                    | Unveröffentlicht                                                                            | N/A                    | eigener Song             | |
| Waitin’ for You                                             | „I never dreamed there could be someone made just for me ...“                                                                     | Bob Dylan                                                                    |                                                                                             |                        | eigener Song             | |
| Walkin’ Down the Line                                       | „Well, I’m walkin’ down the line ...“                                                                                             | Bob Dylan                                                                    | The Bootleg Series Volumes 1–3 (Rare & Unreleased) 1961–1991                                | 1994                   | eigener Song             | |
| Walk Out in the Rain                                        | „Walk out if it doesn’t feel right ...“                                                                                           | Bob Dylan, Helena Springs                                                    | Unveröffentlicht                                                                            | N/A                    | eigener Song             | Aufgenommen von Eric Clapton für sein Album Backless aus dem Jahr 1978 |
| Wallflower                                                  | „Wallflower, wallflower Won’t you dance with me? ...“                                                                             | Bob Dylan                                                                    | The Bootleg Series Volumes 1–3 (Rare & Unreleased) 1961–1991                                | 1994                   | eigener Song             | |
| Walls of Red Wing                                           | „Oh, the age of the inmates ...“                                                                                                  | Bob Dylan                                                                    | The Bootleg Series Volumes 1–3 (Rare & Unreleased) 1961–1991                                | 1994                   | eigener Song             | Outtake des Albums The Freewheelin’ Bob Dylan |
| Waltzing with Sin                                           | „ ...“ | Sonny Burns und Red Hayes                                                    | The Bootleg Series, Vol. 11: The Basement Tapes Complete                                    | 2014                   | Coversong                | |
| Wanted Man                                                  | „Wanted man in California, wanted man in Buffalo ...“                                                                             | Bob Dylan                                                                    | Unveröffentlicht                                                                            | N/A                    | eigener Song             | Aufgenommen von Johnny Cash für sein Album At San Quentin |
| Watching the River Flow                                     | „What’s the matter with me ...“                                                                                                   | Bob Dylan                                                                    | Bob Dylan’s Greatest Hits Vol. II                                                           | 1971                   | eigener Song             | Single |
| Watered Down Love                                           | „Love that’s pure hopes all things ...“                                                                                           | Bob Dylan                                                                    | Shot of Love                                                                                | 1981                   | eigener Song             | |
| We Better Talk This Over                                    | „I think we better talk this over ...“                                                                                            | Bob Dylan                                                                    | Street-Legal                                                                                | 1978                   | eigener Song             | |
| Wedding Song                                                | „I love you more than ever, more than time and more than love ...“                                                                | Bob Dylan                                                                    | Planet Waves                                                                                | 1974                   | eigener Song             | |
| Well Well Well                                              | „The man who stole the water will swim forevermore ...“                                                                           | Bob Dylan, Danny O’Keefe                                                     | Unveröffentlicht                                                                            | N/A                    | Co-Autor                 | Aufgenommen von Danny O’Keefe für sein Album Runnin’ From the Devil aus dem Jahr 2000 |
| Went to See the Gypsy                                       | „Went to see the gypsy Stayin’ in a big hotel ...“                                                                                | Bob Dylan                                                                    | New Morning                                                                                 | 1970                   | eigener Song             | |
| What Can I Do for You?                                      | „You have given everything to me ...“                                                                                             | Bob Dylan                                                                    | Saved                                                                                       | 1980                   | eigener Song             | |
| Whatcha Gonna Do                                            | „Tell me what you’re gonna do ...“                                                                                                | Bob Dylan                                                                    | The Bootleg Series Vol. 9 – The Witmark Demos: 1962–1964                                    | 2010                   | eigener Song             | |
| What Good Am I?                                             | „What good am I if I’m like all the rest ...“                                                                                     | Bob Dylan                                                                    | Oh Mercy                                                                                    | 1989                   | eigener Song             | |
| What Kind of Friend Is This                                 | „Whoa! that snail is fast Whoa! ...“                                                                                              | Bob Dylan                                                                    | The Bootleg Series Vol. 12: The Cutting Edge 1965–1966                                      | 2015                   | eigener Song             | |
| What Was It You Wanted                                      | „What was it you wanted? Tell me again so I’ll know ...“                                                                          | Bob Dylan                                                                    | Oh Mercy                                                                                    | 1989                   | eigener Song             | |
| What Will You Do When Jesus Comes?                          | „ ...“ | Bob Dylan                                                                    | Bob Dylan – The Rolling Thunder Revue: The 1975 Live Recordings                             | 2019                   | eigener Song             | |
| What’ll I Do                                                | „What’ll I do when you are far away and I’m so blue? ...“                                                                         | Irving Berlin                                                                | Shadows in the Night                                                                        | 2015                   | Coversong                | |
| What’s it Gonna Be When it Comes Up                         | „ ...“ | Bob Dylan                                                                    | The Bootleg Series, Vol. 11: The Basement Tapes Complete                                    | 2014                   | eigener Song             | |
| Whatcha Gonna Do?                                           | „Tell me what you’re gonna do ...“                                                                                                | Bob Dylan                                                                    | The Bootleg Series, Vol 9: The Witmark Demos: 1962-1964                                     | 2010                   | eigener Song             | |
| When Did You Leave Heaven?                                  | „When did you leave heaven ? How could they let you go ? ...“                                                                     | W. Bullock und R. Whiting                                                    | Down in the Groove                                                                          | 1988                   | Coversong                | |
| When He Returns                                             | „The iron hand it ain’t no match for the iron rod ...“                                                                            | Bob Dylan                                                                    | Slow Train Coming                                                                           | 1979                   | eigener Song             | |
| When I Got Troubles                                         | „Well I got trouble Trouble’s on my mind ...“                                                                                     | Bob Dylan                                                                    | The Bootleg Series Vol. 7: No Direction Home: The Soundtrack                                | 2005                   | eigener Song             | Aufgenommen von Bob Dylan’s Freund aus der High School Ric Kangas |
| When I Paint My Masterpiece                                 | „Oh, the streets of Rome are filled with rubble ...“                                                                              | Bob Dylan                                                                    | Bob Dylan’s Greatest Hits Vol. II                                                           | 1971                   | eigener Song             | |
| When the Deal Goes Down                                     | „In the still of the night, in the world’s ancient light ...“                                                                     | Bob Dylan                                                                    | Modern Times                                                                                | 2006                   | eigener Song             | |
| When the Night Comes Falling from the Sky                   | „Look out across the fields, see me returning ...“                                                                                | Bob Dylan                                                                    | Empire Burlesque                                                                            | 1985                   | eigener Song             | |
| When the Ship Comes In                                      | „Oh the time will come up When the winds will stop ...“                                                                           | Bob Dylan                                                                    | The Times They Are a-Changin’                                                               | 1964                   | eigener Song             | |
| When You Gonna Wake Up                                      | „God don’t make no promises that He don’t keep ...“                                                                               | Bob Dylan                                                                    | Slow Train Coming                                                                           | 1979                   | eigener Song             | |
| When You Walked Away                                        | „ ...“ | Bob Dylan                                                                    | Unveröffentlicht                                                                            | N/A                    | eigener Song             | Fragment des Songtexten gedruckt in Isis |
| Where Are You Tonight? (Journey Through Dark Heat)          | „There’s a long-distance train rolling through the rain ...“                                                                      | Bob Dylan                                                                    | Street-Legal                                                                                | 1978                   | eigener Song             | |
| Where Are You?                                              | „There’s a long-distance train rolling through the rain, tears on the letter I write. ...“                                        | Jimmy McHugh und Harold Adamson                                              | Shadows in the Night                                                                        | 2015                   | eigener Song             | |
| Where Teardrops Fall                                        | „Far away where the soft winds blow ...“                                                                                          | Bob Dylan                                                                    | Oh Mercy                                                                                    | 1989                   | eigener Song             | |
| Where Were You Last Night?                                  | „Tomorrow night Will you remember what you said tonight? ...“                                                                     | Bob Dylan, Jeff Lynne, Tom Petty, George Harrison                            | Traveling Wilburys Vol. 3                                                                   | 1990                   | Co-Autor                 | |
| Who Killed Davey Moore                                      | „Who killed Davey Moore Why an’ what’s the reason for? ...“                                                                       | Bob Dylan                                                                    | The Bootleg Series Volumes 1–3 (Rare & Unreleased) 1961–1991                                | 1994                   | eigener Song             | Live gespielt in der Carnegie Hall |
| Why Try to Change Me Now                                    | „I’m sentimental So I walk in the rain ...“                                                                                       | Cy Coleman und Joseph A. McCarthy                                            | Shadows in the Night                                                                        | 2015                   | Coversong                | |
| Wiggle Wiggle                                               | „Wiggle, wiggle, wiggle like a gypsy queen ...“                                                                                   | Bob Dylan                                                                    | Under the Red Sky                                                                           | 1990                   | eigener Song             | |
| Wigwam                                                      | – | –                                                                            | Self Portrait                                                                               | 1970                   | Instrumental             | |
| Wilbury Twist                                               | „You put your hand on your head (hand on your head) ...“                                                                          | Bob Dylan Jeff Lynne Tom Petty George Harrison                               | Traveling Wilburys Vol. 3                                                                   | 1990                   | Co-Autor                 | |
| Wild Mountain Thyme                                         | „Oh, the summer time is coming ...“                                                                                               | Bob Dylan                                                                    | The Bootleg Series, Vol. 10: Another Self Portrait                                          | 2013                   | eigener Song             | |
| Wild Wolf                                                   | „Now the ruins are barely rolling ...“                                                                                            | Bob Dylan                                                                    | The Bootleg Series, Vol. 11: The Basement Tapes Complete                                    | 2014                   | eigener Song             | |
| Wildwood Flower                                             | „Oh I’ll twine with my mingles and raven black hair ...“                                                                          | A. P. Carter                                                                 | The Bootleg Series, Vol. 11: The Basement Tapes Complete                                    | 2014                   | Coversong                | |
| Will The Circle Be Unbroken                                 | „ I was standing by my window ...“                                                                                                | A. P. Carter                                                                 | The Bootleg Series, Vol. 11: The Basement Tapes Complete                                    | 2014                   | Coversong                | |
| Winter Wonderland                                           | „Sleigh bells ring, are you listening? ...“                                                                                       | Felix Bernard, Richard B. Smith                                              | Christmas in the Heart                                                                      | 2009                   | Coversong                | |
| Winterlude                                                  | „Winterlude, Winterlude, oh darlin’ ...“                                                                                          | Bob Dylan                                                                    | New Morning                                                                                 | 1970                   | eigener Song             | |
| With God on Our Side                                        | „Oh my name it ain’t nothin’ My age it means less ...“                                                                            | Bob Dylan                                                                    | The Times They Are a-Changin’                                                               | 1964                   | Coversong mit neuem Text | Ursprüngliches Lied "The Patriot Game" |
| Woogie Boogie                                               | – | –                                                                            | Self Portrait                                                                               | 1970                   | Instrumental             | |
| Working on a Guru                                           | „Rain on the ground, windshield wipers movin’ ...“                                                                                | Bob Dylan                                                                    | The Bootleg Series Vol. 10 – Another Self Portrait (1969–1971)                              | 2013                   | eigener Song             | Outtake des Albums New Morning |
| Workingman’s Blues 2                                        | „There’s an evening’s haze settling over the town ...“                                                                            | Bob Dylan                                                                    | Modern Times                                                                                | 2006                   | eigener Song             | |
| World Gone Wrong                                            | „Strange things have happened, like never before ...“                                                                             | Bob Dylan                                                                    | World Gone Wrong                                                                            | 1993                   | eigener Song             | |
| Worried Blues                                               | „I got those worried blues ...“                                                                                                   | Hally Wood                                                                   | The Bootleg Series Volumes 1–3 (Rare & Unreleased) 1961–1991                                | 1991                   | Coversong                | |
| Yazoo Street Scandal                                        | „Stranded out in the night ...“                                                                                                   | J. R. Robertson                                                              | The Basement Tapes                                                                          | 1975                   | Coversong                | |
| Ye Playboys and Playgirls                                   | „Oh, ye playboys and playgirls ...“                                                                                               | Bob Dylan                                                                    | Broadside Ballads (Kompilationsalbum)                                                       | 1964                   | eigener Song             | Broadside Recording Session, Live Duett mit Pete Seeger auf dem 1963er Newport Folk Festival |
| Ye Shall Be Changed                                         | „You harbor resentment ...“ | Bob Dylan                                                                    | The Bootleg Series Volumes 1–3 (Rare & Unreleased) 1961–1991                                | 1994                   | eigener Song             | Outtake des Albums Slow Train Coming |
| Yea! Heavy and a Bottle of Bread                            | „Well, the comic book and me, just us, we caught the bus ...“                                                                     | Bob Dylan                                                                    | The Basement Tapes                                                                          | 1975                   | eigener Song             | |
| You Ain’t Goin’ Nowhere                                     | „Clouds so swift Rain won’t lift ...“                                                                                             | Bob Dylan                                                                    | The Basement Tapes                                                                          | 1975                   | eigener Song             | Re-recording in 1971 for Bob Dylan’s Greatest Hits Vol. II |
| You Angel You                                               | „You angel you You got me under your wing ...“                                                                                    | Bob Dylan                                                                    | Planet Waves                                                                                | 1974                   | eigener Song             | |
| You Changed My Life                                         | „I was listening to the voices of death on parade ...“                                                                            | Bob Dylan                                                                    | The Bootleg Series Volumes 1–3 (Rare & Unreleased) 1961–1991                                | 1994                   | eigener Song             | Outtake des Albums Shot of Love |
| You Don’t Have to Do That                                   | „You don’t love me no more What did I do ...“                                                                                     | Bob Dylan                                                                    | The Bootleg Series Vol. 12: The Cutting Edge 1965–1966                                      | 2015                   | eigener Song             | |
| You Own a Racehorse                                         | „ ...“ | Bob Dylan                                                                    | Unveröffentlicht                                                                            | N/A                    | eigener Song             | |
| You Took My Breath Away                                     | „You took my breath away I want it back again ...“                                                                                | Bob Dylan, Jeff Lynne, Tom Petty, George Harrison                            | Traveling Wilburys Vol. 3                                                                   | 1990                   | Co-Autor                 | |
| You Wanna Ramble                                            | „Well I told my baby I said "Baby, I know ...“                                                                                    | H. Parker, Jr.                                                               | Knocked Out Loaded                                                                          | 1986                   | Coversong                | |
| You Win Again                                               | „The news is out, all over town ...“                                                                                              | Hank Williams                                                                | The Bootleg Series, Vol. 11: The Basement Tapes Complete                                    | 2014                   | Coversong                | |
| You’re a Big Girl Now                                       | „Our conversation was short and sweet ...“                                                                                        | Bob Dylan                                                                    | Blood on the Tracks                                                                         | 1975                   | eigener Song             | |
| You’re Gonna Make Me Lonesome When You Go                   | „I’ve seen love go by my door ...“                                                                                                | Bob Dylan                                                                    | Blood on the Tracks                                                                         | 1975                   | eigener Song             | |
| You’re Gonna Quit Me                                        | „You’re gonna quit me, baby ...“                                                                                                  | Bob Dylan                                                                    | Good as I Been to You                                                                       | 1992                   | eigener Song             | |
| You’re No Good                                              | „Well I don’t know why I love you like I do ...“                                                                                  | Jesse Fuller                                                                 | Bob Dylan                                                                                   | 1962                   | Coversong                | |
| Young at Heart                                              | „Fairy tales can come true ...“                                                                                                   | Johnny Richards und Carolyn Leigh                                            | Fallen Angels                                                                               | 2016                   | Coversong                | |
| Young But Daily Growing                                     | „Daughter, dearest daughter, I have done you no wrong ...“                                                                        | Traditional                                                                  | The Bootleg Series, Vol. 11: The Basement Tapes Complete                                    | 2014                   | Coversong                | |
| Your Cheatin’ Heart                                         | „Your Cheatin’ Heart ...“ | Hank Williams                                                                | Bob Dylan – The Rolling Thunder Revue: The 1975 Live Recordings                             | 2019                   | Coversong                | |